# David

Monarquía unida. Reino de Israel en tiempos de Saúl y David,

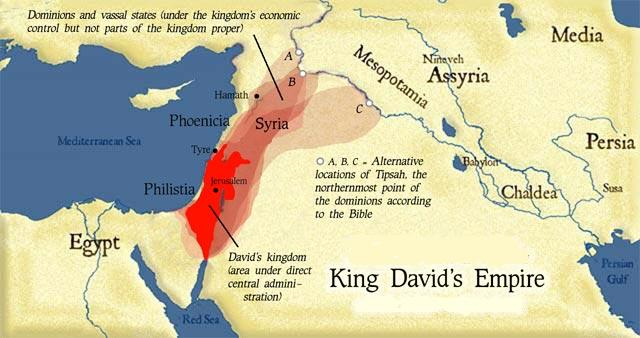
Imperio del rey David en su apogeo, incluyendo sus territorios y estados vasallos.

David (en hebreo: דוד‎ niqud דָּוִד David; hebreo bíbilico: Dāwīḏ, «amado»; en griego: Δαυίδ Dauíd / Δαβίδ Dabíd; c. 1040-966 a. C.) es un personaje de la Biblia, su vida y obra se describen en los libros de Samuel y las Crónicas, mientras su ancianidad y su muerte se narran al comienzo de I Reyes. Según esos escritos, fue sucesor de Saúl como segundo monarca del Reino unificado de Israel, que expandió significativamente hasta controlar las ciudades de Jerusalén, Samaria, Petra, Zabah y Damasco.
A David se le atribuye la autoría del Libro de los salmos, basada en menciones de diversos libros de la Biblia y en los títulos de los propios salmos, aunque la crítica textual pone de manifiesto las dificultades de tal atribución. Se le considera como uno de los grandes gobernantes del Antiguo Israel y, por tanto, una figura histórica emblemática en el sionismo moderno. Es reconocido como rey en el judaísmo y el cristianismo, y como rey y profeta en el islam.

## Percepción histórica de David
La Biblia describe a David como un rey justo, valiente, apasionado; guerrero, músico y poeta, no exento de pecados. Según la Biblia, fue elegido por Dios mismo para gobernar Israel. Aparentemente vivió entre los años 1040 y 966 a. C., reinó en Judá entre el 1010 y 1006 a. C. y sobre el reino unido de Israel entre el año 1006 y el 966 a. C.
Los Libros de Samuel son la crónica principal de su vida y su reinado, crónica que continúa con sus descendientes en el Libro de los Reyes.
La vida de David es importante para el judaísmo y el cristianismo. Su biografía se basa casi exclusivamente en los libros de Samuel, donde se lo describe además como «rojizo, ojos brillantes, prudente y muy bella presencia». La palabra «rojizo» (admoní) puede referirse bien al color del pelo (pelirrojo), como en otros usos de la misma palabra en los textos hebreos, bien al tono de la piel (como defienden algunos exegetas). Tradicionalmente en el cristianismo, y también en algunas interpretaciones judías, se ha descrito como «rubio» o, más vagamente, como de «pelo de color del trigo».

## En la Biblia
David perteneció a la familia de Isaí, de la tribu de Judá. Según 1 Samuel 16,11 y 1 Samuel 17,12, era el menor de los ocho hijos de Isaí y, como era costumbre en esos tiempos, el menor era el más postergado y al que se le daban las tareas pastoriles. Tres de sus hermanos mayores fueron soldados del rey Saúl. Samuel, el profeta, viajó hasta Belén, por mandato de Dios, para buscar al nuevo «ungido». Los candidatos -dijo Dios- debían ser de la familia de Isaí.

### Elección y unción de David

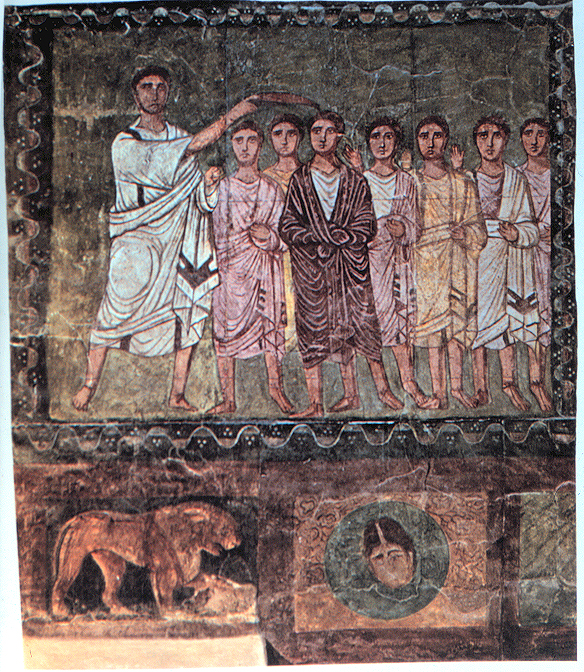
Samuel consagrando a David, Dura Europos, Siria,

El rey Saúl había pecado al desobedecer a Dios durante la batalla de Michmash, donde debía destruir a todos los enemigos amalecitas y no lo hizo. 
Por ello, Dios decidió retirarle su bendición y envió al profeta Samuel en busca de un nuevo «ungido», de un nuevo rey para Israel. Su destino era Belén, donde vivía Isaí, un pastor con sus hijos. Uno de ellos sería el elegido y Samuel, como profeta, debía saber cuál. Para evitar un castigo del rey Saúl, el profeta se excusó alegando que viajaba para realizar un sacrificio. Una vez en casa de Isaí, el profeta conoció a siete de sus ocho hijos, pero ninguno fue el ungido. Cuando preguntó si faltaba alguno, Isaí llamó al más pequeño, David, quien estaba apacentando las ovejas y cuando el profeta lo vio, supo que era él. Allí, delante de su padre y hermanos mayores, le ungió como futuro rey de Israel.
Era además David un varón prudente y de buen parecer.

#### David, al servicio del rey Saúl
David, con la gracia de Dios, fue nombrado músico a cargo del arpa y paje de armas. Estas tareas las compaginaba con su trabajo como pastor. Tan bueno era tocando el arpa, que escuchando la melodía, Saúl se relajaba. El rey Saúl le concedió su buena disposición.

### David y Goliat

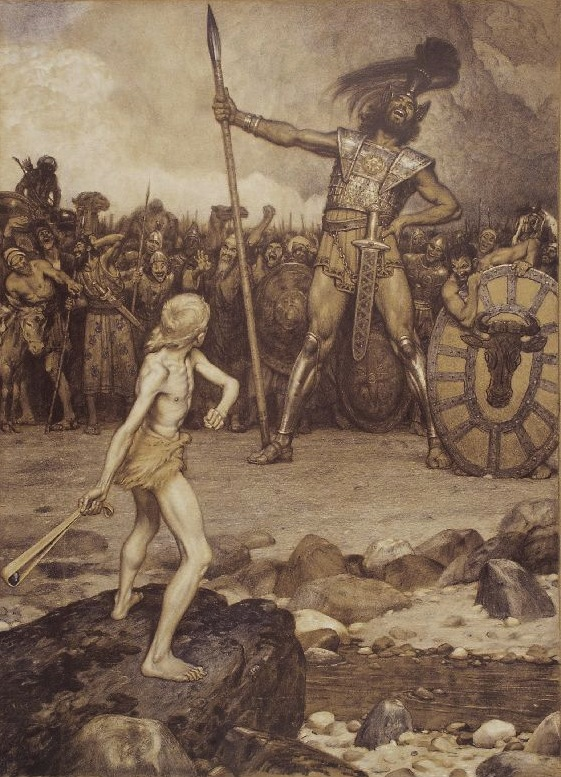
David und Goliath (1888), litografía en color del artista alemán Osmar Schindler (1869-1927).

Israel, bajo las órdenes del rey Saúl, estaba en guerra con los filisteos. Un gigante llamado Goliat de Gat, de seis codos y un palmo de estatura y miembro de las tropas de choque filisteas, desafió al ejército israelita durante cuarenta días, proponiendo que escogieran a su mejor hombre para hacerle frente. En palabras de Goliat, si él resultaba derrotado y muerto por el israelita, los filisteos serían esclavos de Israel, pero si él vencía y mataba al escogido de Israel, los israelitas serían esclavos de los filisteos  Los hebreos temían en gran manera a Goliat y se escabullían del reto.
David, cuyo padre le había pedido que viajara al campamento para saber cómo estaban sus hermanos mayores y llevarles algo de comida, escuchó el desafío del gigante (1 Samuel 17:23). Según la Biblia, la condición de pastor llevó a David a estar preocupado por defender a sus rebaños de los ataques de fieras salvajes y, utilizando su talento, se servía del cayado y una honda. Con ello se presentó ante el rey Saúl y se propuso para luchar contra el gigante. Con la anuencia de Saúl, David se vistió con la armadura del rey, pero al no estar acostumbrado a utilizarla, se deshizo de ella y se dirigió al campo de batalla solo con su honda. Por el camino recogió cinco piedras lisas en un arroyo y se plantó delante del gigante Goliat. Este se burló de él y tuvo en menos al más joven de los hijos de Isaí que se presentaba para tener un combate singular con él. Pero David proclamó:

Toda la Tierra sabrá que hay Dios en Israel. Y toda esta asamblea sabrá que no por la espada ni por la lanza salva Yahveh, porque de Yahveh es el combate y os entrega en nuestras manos.
David (1 Sam 17,46-47)

Y con su honda, David le incrustó una piedra en la frente a Goliat y, cuando cayó, aprovechó para cortarle la cabeza con la espada del propio filisteo. La Biblia de Jerusalén señala que se ha comparado este combate singular con los combates individuales de la Ilíada. En alusión a este combate, la expresión «honda de David» simboliza que no existe enemigo desdeñable por pequeño que sea, si el acierto le acompaña. David vencedor de Goliat constituye además un símbolo del valor que tienen el tesón y la voluntad férrea desarrolladas frente a un enemigo en apariencia muy superior.
Al derrotar a Goliat, David realizó una alianza militar con Saúl y otros ejércitos con el fin de unificar a Israel. A la muerte de Saúl y su hijo, Jonatán, relatados en 2 Samuel Capítulo 1, David logró unificar Israel, lo que lo consagró como uno de los grandes héroes del pueblo hebreo.

### David, el fugitivo

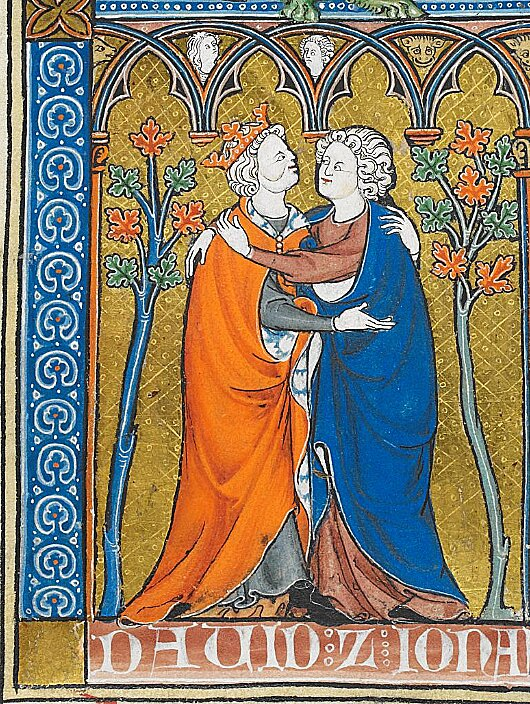
Los príncipes bíblicos David y Jonatán se abrazan, miniatura de Don de Dios, manuscrito francés (c. 1300), Biblioteca Británica.

Después de vencer al gigante, David consiguió la confianza de los criados y del pueblo, se ganó la amistad de Jonatán y el amor de Mical, quien fue su primera esposa; y ambos, Jonatán y Mical, eran hijos de Saúl. Y, precisamente eso, produjo los celos del rey Saúl, que ordenó capturarle. 
David tuvo que huir al desierto con un escuadrón de 200 guerreros leales y se convirtió en el paladín de los oprimidos. Allí aceptó la protección del rey filisteo Aquis de Gat, enemigo de Israel, y situó a su familia y los suyos en la ciudad filistea de Siclag. Cuando Aquis se fue a la guerra contra el rey Saúl, David no pudo acompañarle porque los otros nobles no confiaban en él.

### David, rey de Judá
Esta batalla, que tuvo lugar en Gilboá, acabó con la vida del rey Saúl y de su hijo Jonatán, amigo de David. La Casa de Saúl estaba prácticamente anulada y David se dirigió a la ciudad de Hebrón para ser nombrado rey de Judá. Pero los norteños no estaban de acuerdo con tal decisión y buscaron a un descendiente del difunto rey para nombrarle como sucesor. El escogido fue su hijo Isboset, al que nombraron rey. Este intentó ganarse la confianza del reino, pero dos caudillos seguidores de David decidieron asesinarle en su propia casa. Cuando se presentaron ante el rey David esperaban una recompensa, pero se encontraron con la muerte. David no estuvo de acuerdo con la muerte de su enemigo y decidió ejecutarles por asesinato.

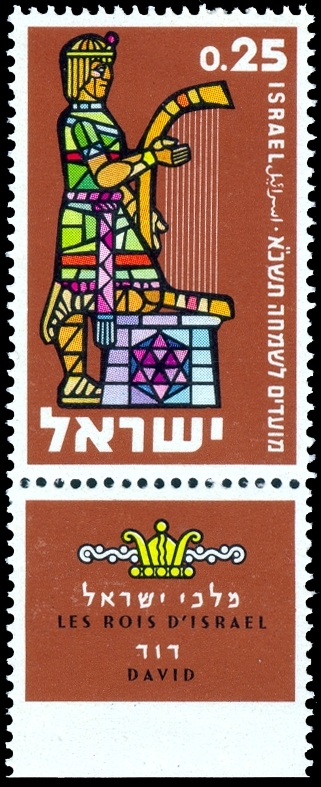
Estampilla israelí dedicada al rey David, 1960. Sus atributos son el arpa y su estrella, símbolo de conjunción.

En Hebrón, el rey David no conseguía la confianza de los norteños y decidió que, para unir a las doce tribus israelitas, debía buscar una ciudad neutral donde gobernar. Sin embargo, con la muerte del hijo del difunto rey Saúl, los ancianos de Israel se acercaron a Hebrón manifestando lealtad a David, que por entonces tenía 30 años.

### David, rey de Israel
Esa ciudad neutral fue Jebús, que por entonces no estaba en manos de la gente de Judá ni en manos de los israelitas del norte, sino ocupada por los jebuseos. Una vez reconocido por los líderes de todas las tribus, David conquistó la fortaleza de Jebús y la hizo su capital. Una ciudad que pasó a ser conocida como la Ciudad de David y, posteriormente, Jerusalén.

Hueso y carne tuya somos.
Líderes de las doce tribus israelíes al rey David (2 Sam 5:1-3)

### Jerusalén como capital
El rey David era el líder de una teocracia que pretendía instalar «el reino de Dios en la Tierra». Por su parte, el rey Hiram de Tiro envió mensajeros a la capital y comenzó a suministrarle a David, madera de cedro, carpinteros y albañiles para que pudiera construirse la casa de David. Este quería construir un templo para Yahvé, pero el profeta Natán le dijo, por orden de Dios, que el templo debía esperar una generación, pues se habían cometido muchos crímenes. Sin embargo, Dios hizo un pacto con el rey David: la Casa de David nunca se extinguiría.

Tu trono será establecido para siempre.
Yahvé al rey David

David conquistó Soba, Aram (la actual Siria), Edom y Moab (la actual Jordania), así como las tierras de los filisteos y de otros territorios. En muchos casos exterminó a gran parte de sus habitantes cananeos.

### David y Betsabé

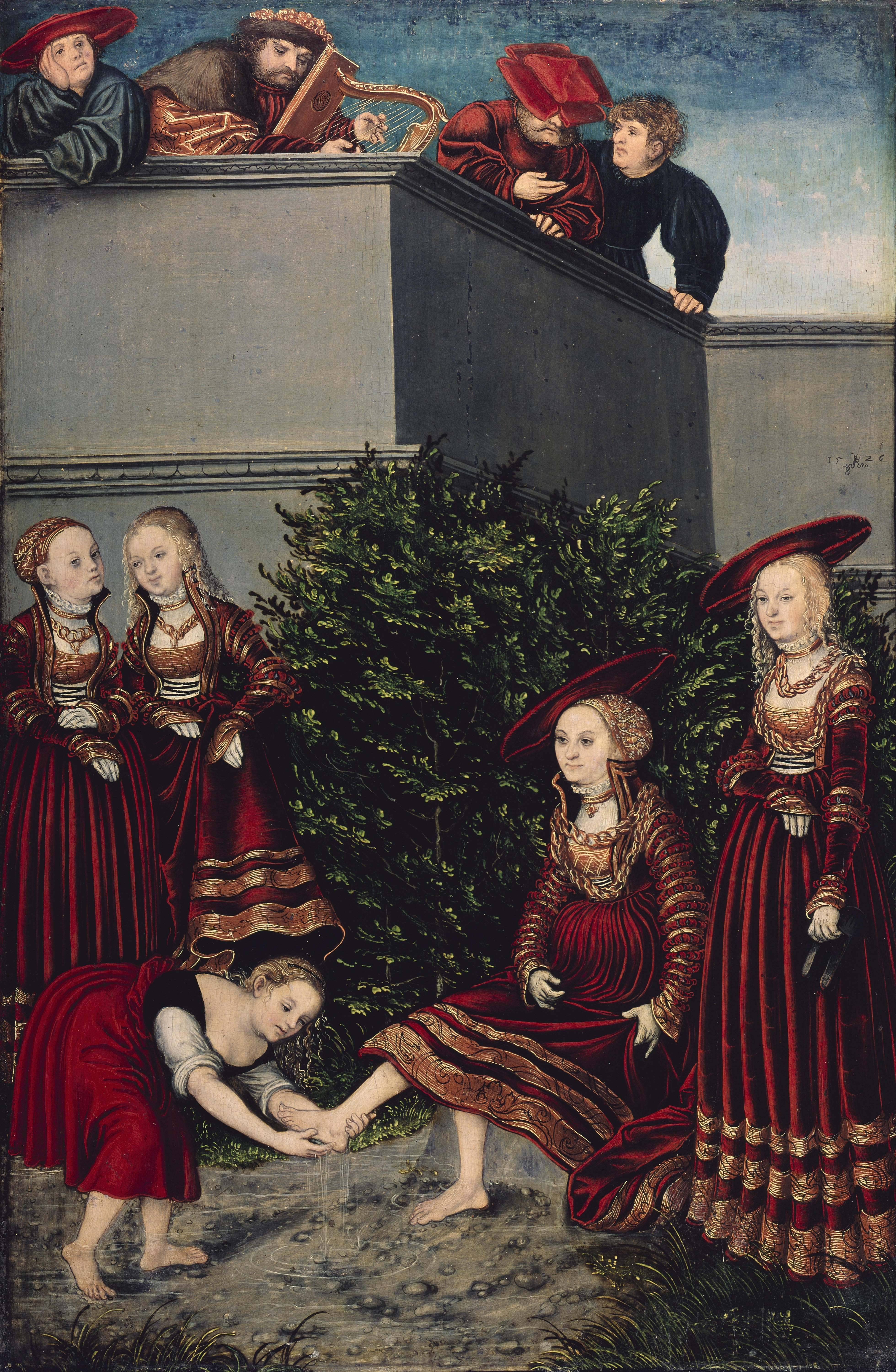
David y Betsabé, por Lucas Cranach el Viejo, 1526.

Durante el sitio de Rabbah, el rey David decidió no ir a la batalla y quedarse en Jerusalén. Después de una siesta y desde la terraza, el rey observó que, en una casa vecina, estaba bañándose una hermosa mujer. David quedó prendado de ella y quiso saber quién era: Betsabé, la mujer de un soldado hitita principal, llamado Urías, que estaba luchando en el sitio de Rabbah.
La dejó embarazada mientras su marido luchaba en el sitio y el adulterio de la mujer, en Israel, era penalizado con la muerte. Con tal de evitar esto, David pidió a su marido que volviera del sitio para hacerle creer que él mismo había embarazado a su mujer, pero no lo consiguió. Urías se negó a quedarse en casa, con su mujer, mientras sus compañeros luchaban en la batalla.
El rey David, preocupado por perder a la mujer de la que estaba enamorado, decidió cambiar su estrategia. Pidió al comandante del sitio que situara al esposo en el lugar más difícil de la batalla, con la intención de que muriera en combate. Así, nadie sospecharía del adulterio y el rey podría seguir con Betsabé. Urías murió en combate y David se casó con ella y llegó a ser su esposa preferida y ella llegó a amarle con devoción.
El profeta le advirtió que Dios le quitaría la tranquilidad y que le enviaría zozobras continuas, que su reinado sería agitado, lleno de disturbios civiles violentos e intrigas. Y también le advirtió que él no moriría por haber dejado embarazada a una mujer casada y haber ordenado la muerte de su marido, pero que sí lo haría el hijo que iba a nacer. Su hijo vivió siete días, durante los cuales el rey ayunó. Pero cuando murió, el rey se vistió y volvió a comer. Sus sirvientes le preguntaron por qué se lamentó cuando su hijo todavía estaba vivo, pero no cuando ya había muerto.

Mientras el niño aún vivía, yo ayunaba y lloraba. Pensaba que tal vez el Señor tendría compasión de mí y que el niño pudiera vivir. Pero ahora que ha muerto, ¿por qué he de ayunar? ¿Podré yo hacerle volver? Yo voy a él, pero él no volverá a mí.
Rey David, a sus siervos

### La rebelión de Absalón

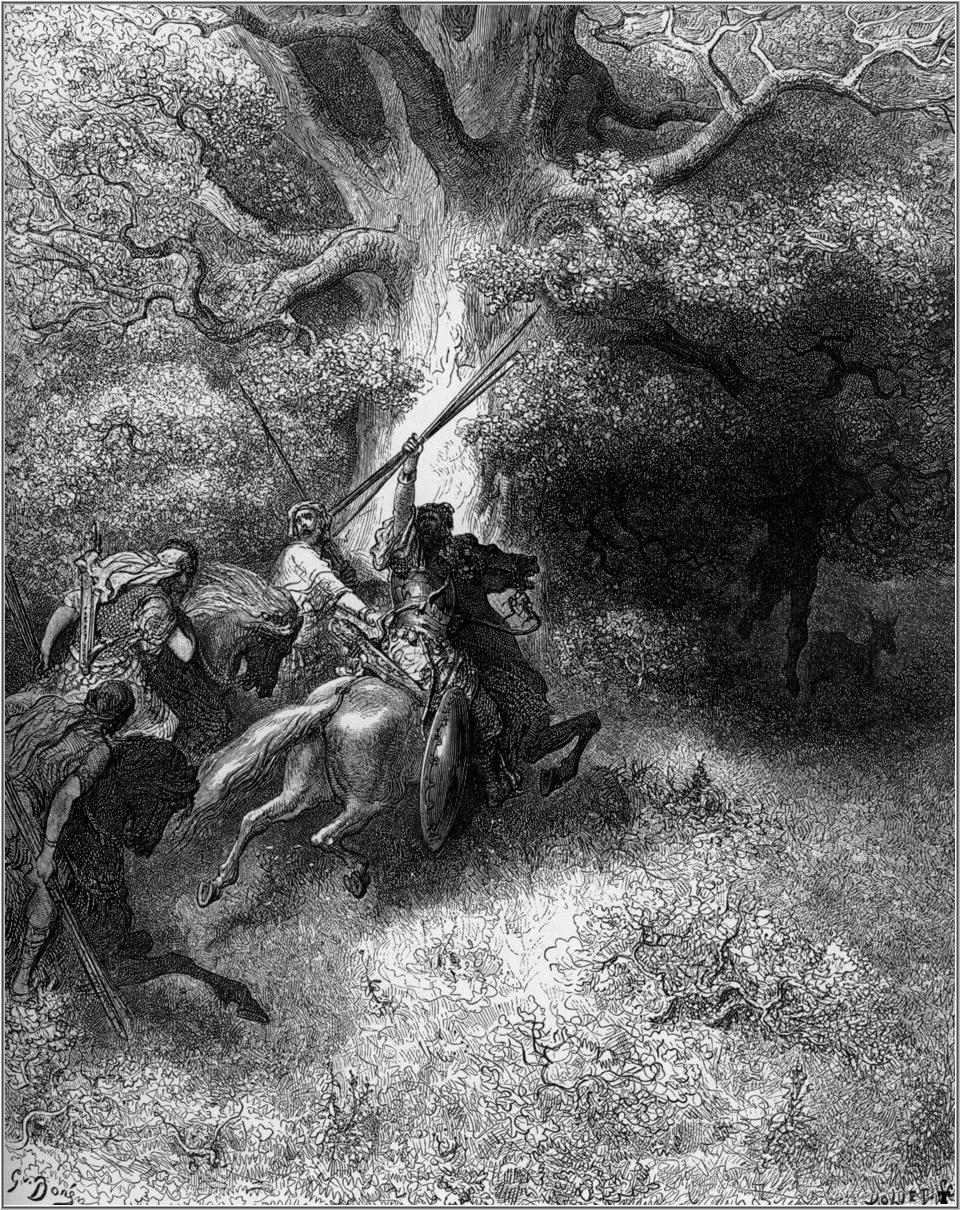
La muerte de Absalón por Gustave Doré

Tal como lo había profetizado Natán, los errores del rey fueron la causa de diversos trastornos y zozobras para la llamada Casa de David. Uno de sus hijos, Absalón, se rebeló contra su padre y llegaron a luchar por el derecho al trono. Un día, Absalón quedó atrapado por su cabello en las ramas de una encina y Joab, el comandante de tropas de David, le clavó tres flechas y lo mató (2 Samuel 18:14). Así, toda una facción festejaba esa muerte como una victoria, pero, cuando la noticia de la victoria fue llevada al rey David, este no se alegró:

¡Oh hijo mío, Absalón, hijo mío, hijo mío, Absalón! Me habría muerto en tu lugar, Absalón, hijo mío, mi hijo!.
Rey David al saber la muerte de su hijo y rival.

Todo ese tiempo de conflictos deterioraron la imagen de David y su espíritu. Los sinsabores continuarían, pues su hijo Adonías también pretendía reinar. Ambicionó el trono de su padre, que ya había perdido gran parte de su anterior prestigio.

### Últimos años
El rey David, ya anciano, estaba postrado en la cama y su hijo Adonías aprovechó este hecho para proclamarse rey. Betsabé y el profeta Natan, conociendo la actitud hostil del joven, pidieron a David que nombrara como heredero a otro de sus hijos. Concretamente a Salomón. Este había sido elegido por Dios y este acuerdo entre David y su mujer preferida solo concretaba los designios divinos.

No derramar sangre [...] No buscar revanchas y seguir los preceptos del Señor.
Consejo del rey David a su hijo y heredero al trono Salomón

También le prometió continuar la línea hereditaria en el trono de Judá por siempre. David murió aproximadamente a los 70 años y fue enterrado en la Ciudad de David, futura Jerusalén. Gobernó cuarenta años sobre Israel, siete en Hebrón y treinta y tres en Jerusalén.

## Percepciones religiosas

### Judaísmo
En el Judaísmo, el reinado de David representa la formación de un Estado Judío coherente, con su capital política y religiosa en Jerusalén y la institución de un linaje real que culminará en la Era mesiánica.
La supuesta descendencia de David como hijo de una conversa (Ruth) es tomado como prueba de la importancia de los conversos dentro del judaísmo. El hecho de que Dios no le haya permitido construir un templo perpetuo es tomado como prueba del imperativo de paz en asuntos de estado.
David es también visto como una figura trágica; su inexcusable toma de Betsabé, y la pérdida de su hijo son vistas como tragedias centrales en el judaísmo.
Nota del Libro de Rut: Booz se casó con Rut y fueron padres de Obed, que fue padre de Isaí e Isaí fue padre de David. Por lo que Rut sería la bisabuela del Rey David.

### Cristianismo
En el cristianismo, David tiene importancia como el ancestro de Cristo, ya que muchas profecías del Antiguo Testamento indicaban que el Mesías descendería de la línea de David. De ahí que los Evangelios de Mateo y Lucas trazan el linaje de Jesús hasta David para completar este requerimiento. David es una figura simbólica del creyente cristiano. Los salmos que escribió muestran a un hombre que depende de Dios, tanto en los momentos de adversidad, como en los de gloria y de arrepentimiento.
David es conmemorado en la Iglesia católica el 29 de diciembre. En la Iglesia ortodoxa, es celebrado en el segundo domingo de diciembre antes de Navidad, junto a los demás ancestros de Cristo; y también en el domingo después de Navidad, junto a José de Nazaret y Santiago el Justo.

### Islam
En el Corán, David es conocido como Dawud (داود), y es considerado uno de los profetas del islam, para quien fueron revelados por Alah los Salmos de «Zabur». Como en el judaísmo, se cuenta que David mató a Goliat (Jalut) lanzándole una piedra. La creencia general dice que durante su reinado se pusieron los cimientos de la Cúpula de la Roca.
Los Musulmanes rechazan la descripción bíblica de David como un adúltero y un asesino, debido a la creencia islámica en la infalibilidad y superioridad moral de los profetas.

## Historicidad

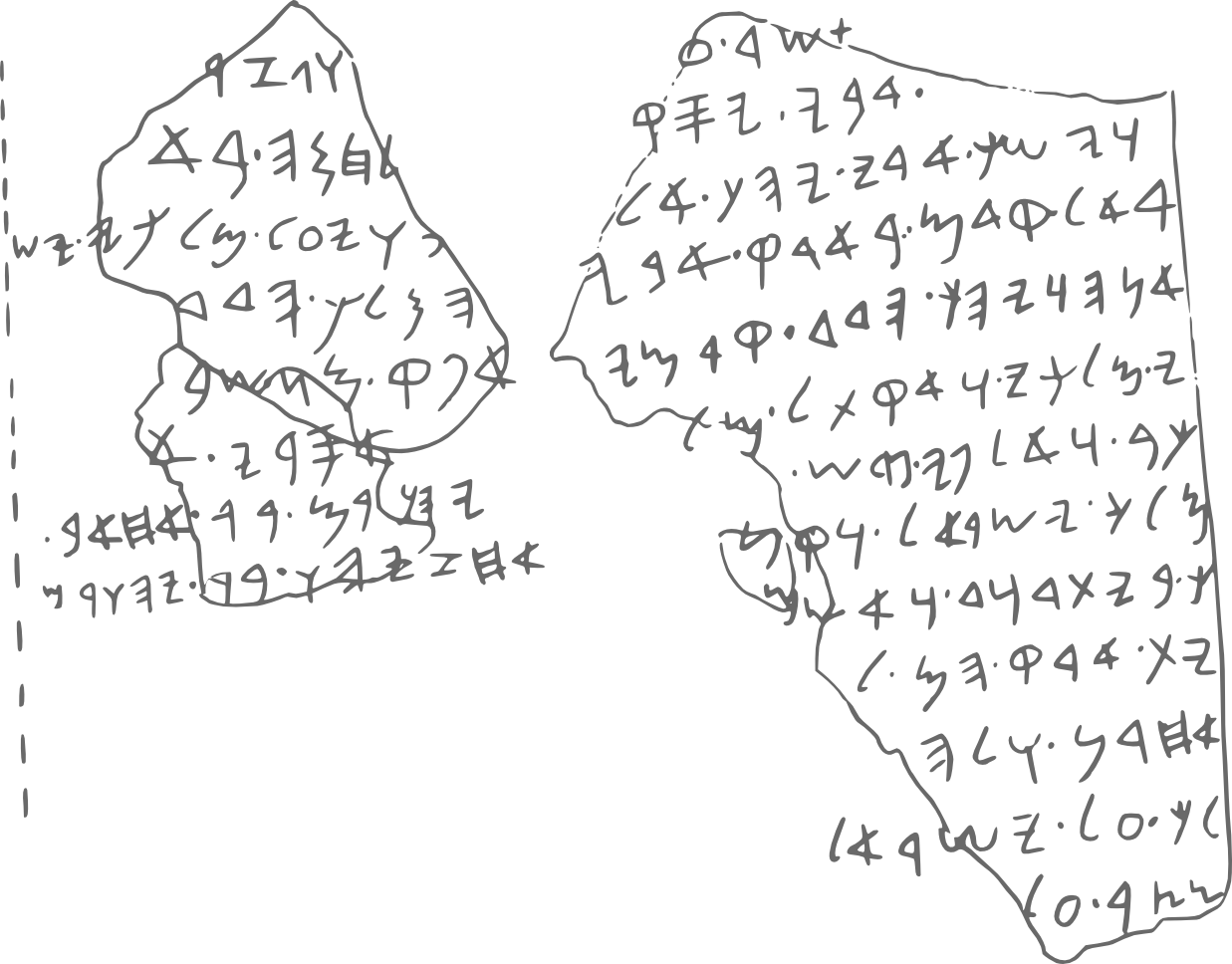
Estela de Tel Dan

Una inscripción encontrada en Tel Dan de c. 850-835 a. C. contiene la frase "de David" (ביתדוד). "Si la lectura de בית דוד [Casa de David] en la estela de Tel Dan es correcta... entonces habría evidencia de que en el siglo IX a. C. el rey hebreo era considerado el fundador de la dinastía de Judea como alguien llamado דוד" [David]., la Estela de Mesa de Moab, que data de aproximadamente el mismo período, también puede contener el nombre de David, aunque la lectura es incierta. Kenneth Kitchen ha propuesto que la inscripción de c. 945 a. C. en la que faraón egipcio Sheshonq I habla de "las tierras altas de David", pero esta no ha sido ampliamente aceptada.
La interpretación de la evidencia arqueológica sobre el alcance y la naturaleza de Judá y Jerusalén en el siglo X a. C. es un tema de intenso debate. Los arqueólogos Israel Finkelstein y Zeev Herzog, de la Universidad de Tel Aviv, piensan que el registro arqueológico no apoya la opinión de que Israel en ese momento era un estado importante, sino más bien un pequeño reino tribal. Finkelstein dice en su documental La Biblia desenterrada (2001): "Sobre la base de los estudios arqueológicos, Judá se mantuvo relativamente vacía de población permanente, muy aislados y marginados hasta después de la hora prevista para David y Salomón, sin grandes centros urbanos y sin jerarquía pronunciada de caseríos, aldeas y ciudades. De acuerdo con Zeev Herzog "la monarquía unida de David y Salomón, que es descrita por la Biblia como un poder regional, era a lo sumo un pequeño reino tribal".
Por otra parte William Dever, en su ¿Qué hicieron los escritores bíblicos y que sabían? sostiene que la evidencia arqueológica y antropológica apoya el relato bíblico de un Estado de Judea en el siglo X a. C.
Restos de la Edad de Bronce y la Edad de Hierro de la Ciudad de David fueron estudiados extensamente en los años 1970 y 1980, bajo la dirección de Yigael Shiloh de la Universidad Hebrea, pero no se han descubierto pruebas significativas de su ocupación durante el siglo X a. C. En el año 2005 Eilat Mazar encontró una estructura de grandes piedras que, según ella, se correspondería con el palacio de David, pero el lugar está contaminado y hasta la fecha ha sido imposible determinarlo con precisión.
En el resto del territorio de Judá y del Israel bíblicos, no existen inscripciones reales del siglo X a. C., ni evidencia de una burocracia real (el equivalente del sello LMLK) ni inscripciones que aporten pruebas al respecto.
Investigaciones acerca de la localización y cambios en los patrones de asentamiento de población han demostrado que entre los siglos xvi y viii a. C., período que incluye los reinos bíblicos de David y Salomón, la población de la región montañosa de Judá no eran más que unas 5000 personas, la mayoría de ellos pastores seminómadas, con la zona urbanizada entera constando de una veintena de pequeños pueblos.
Recientemente, por otra parte, el profesor Avraham Faust y el arqueólogo Yair Sapir han revelado nuevas evidencias en favor de la existencia del reino de David. Los resultados de sus estudios se han publicado en la revista «Radiocarbon» de la Universidad de Cambridge, en la cual afirman haber descubierto un edificio de tiempos del rey bíblico que demostraría la existencia de un amplio desarrollo arquitectónico en aquella época. Según explica el propio informe, este reino tuvo que tener «algún monarca, fuese o no su nombre David o Salomón». Además, los investigadores señalan que la residencia del gobernador pudiese ser solo la punta del iceberg de un reino mucho mayor de lo que pensamos.

## Arqueología bíblica

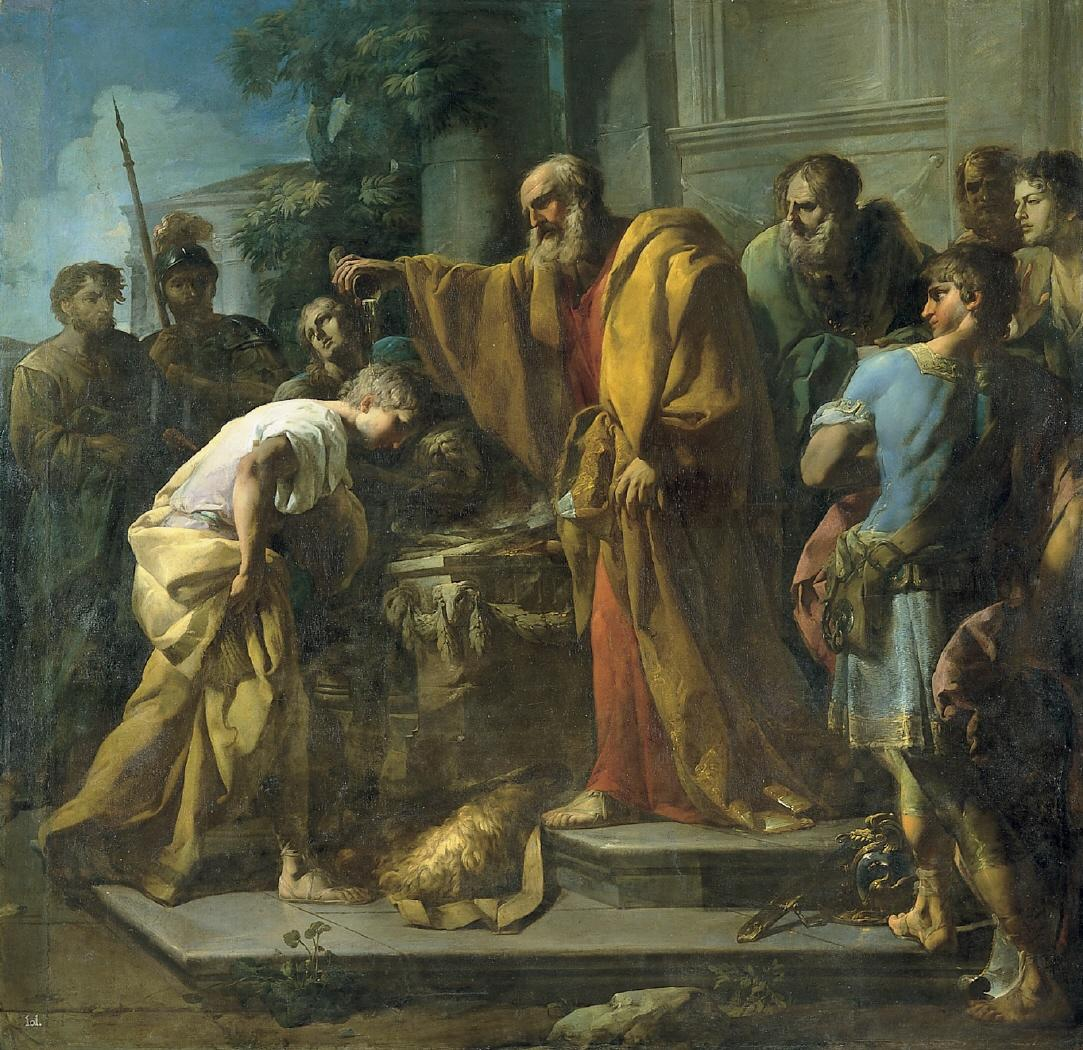
El lienzo representa el instante en que el profeta Samuel ungió a David como rey de Israel para reemplazar a Saúl, que en esos momentos aún ocupaba el trono y que también había sido consagrado como monarca por el mismo profeta.

### Evidencia bíblica
La evidencia bíblica de David proviene de I Samuel, II Samuel, y del libro de las Crónicas (también dos libros en la tradición cristiana) -aunque casi la mitad de los salmos llevan por título «Salmo de David", estas adiciones son posteriores, ya que ningún salmo se puede atribuir a David con certeza debido a la falta de evidencia arqueológica-, sin embargo, solo Samuel vuelve a contar desde un punto de vista teológico diferente, y contiene poca, si no toda la información disponible allí, y la evidencia bíblica de David, por tanto, depende casi exclusivamente en el material contenido en los capítulos desde I Samuel 16 a I Reyes 2.
La cuestión de la historicidad de David se convierte así en la cuestión de la fecha, la integridad del texto, la autoría y la fiabilidad del 1.er y 2.º Samuel. Desde que Martin North formuló su análisis de la tradición deuteronómica, los eruditos bíblicos han aceptado que estos dos libros forman parte de una historia continua de Israel, compilada durante la reforma religiosa de Josías en el siglo VII a. C., aunque con la incorporación de obras y fragmentos anteriores. Los textos de Samuel sobre David "parecen haber sido objeto de dos actos separados de revisión editorial". Los escritores originales muestran un sesgo en contra de Saúl, y en favor de David y Salomón. Muchos años después, los Deuteronomistas editaron el material de manera adecuada a sus creencias religiosas y mensaje, con la inserción de los informes y las anécdotas que reforzaban la doctrina monoteísta.
Se estima que algún material en I y II Samuel, en especial lo tocante a las listas de los funcionarios, sea muy antiguo, posiblemente incluso date de la misma época de David o Salomón.
Estos documentos estuvieron probablemente en manos de los Deuteronomistas cuando se comenzó a compilar el material.
Más allá de esto, toda la gama de posibles interpretaciones está disponible; John Bright, en su "History of Israel" toma los textos de Samuel por su valor nominal, mientras que eruditos como Thomas L. Thompson rechazan la historicidad de los textos bíblicos.
El profesor Baruch Halpern ha representado a David como un vasallo de toda la vida de Aquis, el rey filisteo de Gat, Israel Finkelstein y Neil Asher Silberman han identificado como la sección más antigua y más fiable de Samuel aquellos capítulos que describen a David como el líder carismático de una banda de forajidos que captura Jerusalén y la hace su capital. Steven McKenzie, profesor asociado de la Biblia Hebrea del Rhodes College, de Memphis, Tennessee, y autor de "King David: A Biography", afirma su creencia de que David realmente provenía de una familia acomodada, fue "ambicioso y despiadado", y un tirano que asesinó a sus oponentes, incluyendo a sus propios hijos.

## Legado
Para las religiones abrahámicas el legado de David abarca una gama que varía según cada religión. En el cristianismo, David es la base para el árbol genealógico de Jesús.  

### Genealogía
Según Ruth 4: 18-22, David es el descendiente de la décima generación de Judá, el cuarto hijo del patriarca Jacob (Israel).
La línea genealógica es la siguiente: Judá → Fares → Hezrón → Ram → Aminadab → Naasón → Salmon → Booz (el marido de Ruth) → Obed → Isaí → David.
El Nuevo Testamento describe en la genealogía de Jesús a David y Abraham, con tres bloques de catorce "generaciones" de cada ser igualmente esquemático. En el mundo antiguo, cada letra del alfabeto tenía un valor numérico, el valor para el nombre de "David" es de catorce años: de las catorce "generaciones", lo que subraya la ascendencia davídica de Cristo y de su identidad como el Mesías esperado.

### Familia de David

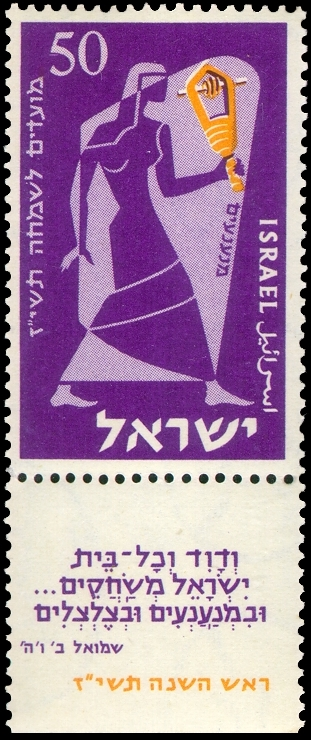
Sistro de los tiempos davídicos.
"Y David y toda la Casa de Israel tocaban [...] sistros y címbalos de dedo (Tanaj, 2 Samuel 6:5).

David nació en Belén, en el territorio de la Tribu de Judá. Su padre se llamaba Isai. Su madre no se nombra en la Biblia, pero el Talmud la identifica como Nitzevet, hija de Adael. David tenía siete hermanos y era el menor de todos ellos. Tenía ocho esposas: Michal, la segunda hija de rey Saúl, Ahinoam de Jezreel, Abigaíl, la carmelita, antes esposa del malvado Nabal, Maachâ, hija de Talmai, rey de Gesur, Haggith, Abital, Egla y Betsabé, anteriormente la esposa de Urías el hitita.
El Libro de las Crónicas proporciona la lista de los hijos que David tuvo con sus varias esposas y concubinas. En Hebrón, tuvo seis hijos (1 Crónicas 3:1-3): Amnón, mediante Ahinoam; Daniel, por Abigail; Absalón, por Maachâ; Adonías, por Haguit; Sefatías, por Abital e Itream, por Egla. Con su esposa Betsabé, sus hijos fueron: Samúa, Sobab, Nathan y Salomón. Sus hijos nacidos en Jerusalén por otras madres incluyen: Ibhar, Elisúa, Elifelet, Noga, Nefeg, Jafía, Elisama y Eliada (2 Samuel 5:14-16). Según 2 Crónicas 11:18, Jerimot, que no se menciona en ninguno de las genealogías, se menciona como otro de los hijos de David. Según 2 Samuel 9:11, David adoptó a Mefiboset, el hijo de Jonathan, su cuñado y su mejor amigo.
David también tenía al menos una hija, Tamar hija de Maachâ, que fue violada por Amnón, su medio hermano. Su violación conduce a la muerte de Amnón (2 Samuel 13:1-29). Absalón, hermano de Tamar de la misma madre, espera dos años, y después venga a su hermana enviando a sus criados para matar a Amnón en una fiesta que había preparado para todos los hijos del rey (2 Samuel 13).

### Descendientes de David
Los siguientes son algunos de los nombres más notables que se han atribuido como parte de la descendencia de David:
- Jesús de Nazaret (Yeshua , de Natzrat, c. 7-4 a. C. - c. 26-36 d. C.).
- Maimonides (Rabbi Moshe ben Maimón, RaMbaM, c. 1135-1204)
- La familia Abravanel.
- Rabbi Judah Loew, Maharal de Praga.[40]
- El Baal Shem Tov
- Najman de Breslav (Rebbe Najmán de Breslov).
- Eliezer Silver
- Rabbi Menachem Mendel Lewin Schneerson
- Haile Selassie I de Etiopía.
- La Casa Real de Georgia.

## Representación de David en arte y literatura

### Artes visuales
El siguiente conjunto presenta obras de arte dedicadas a David; organizado por orden cronológico.

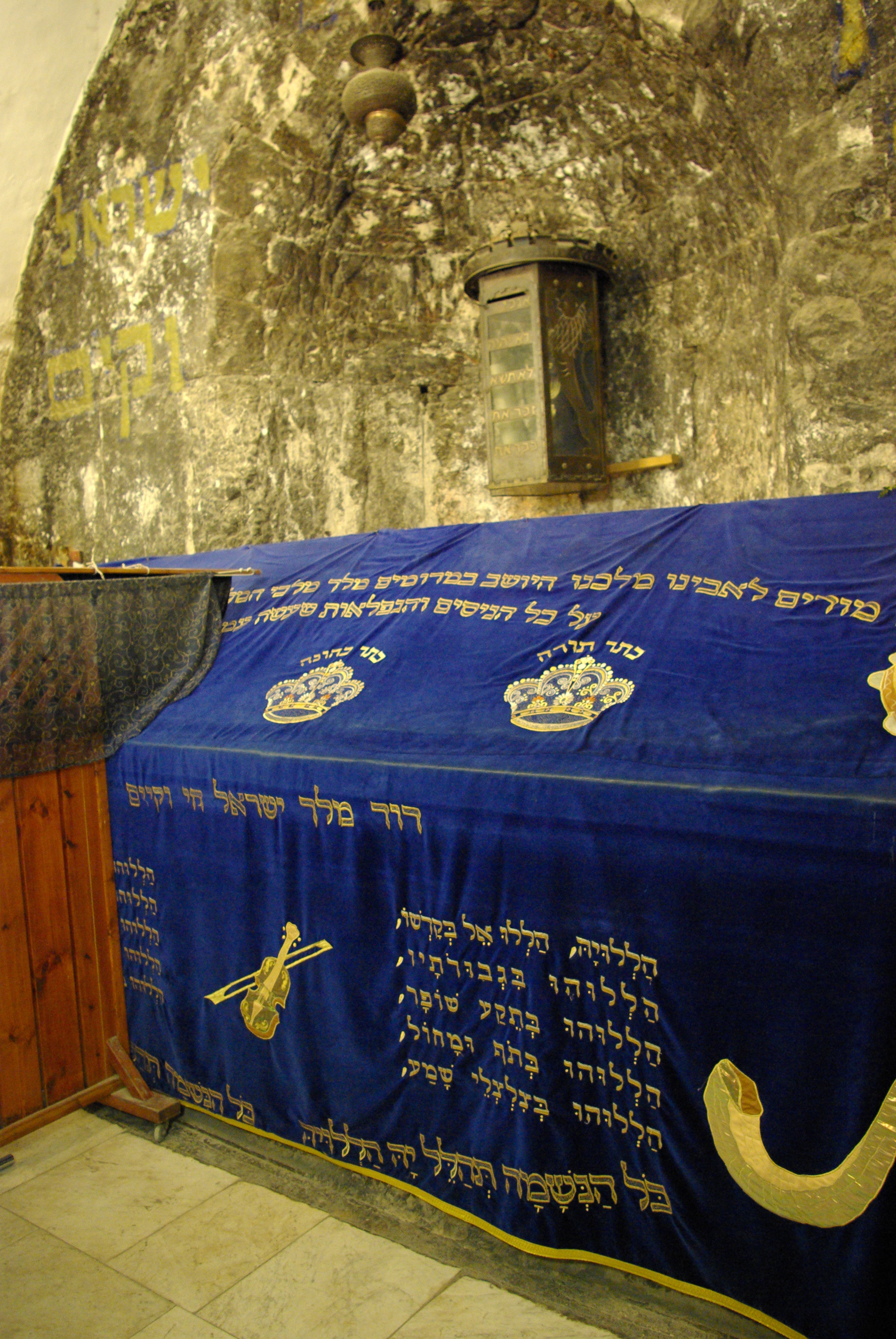
Sepulcro del rey David, Monte Sion, Jerusalén
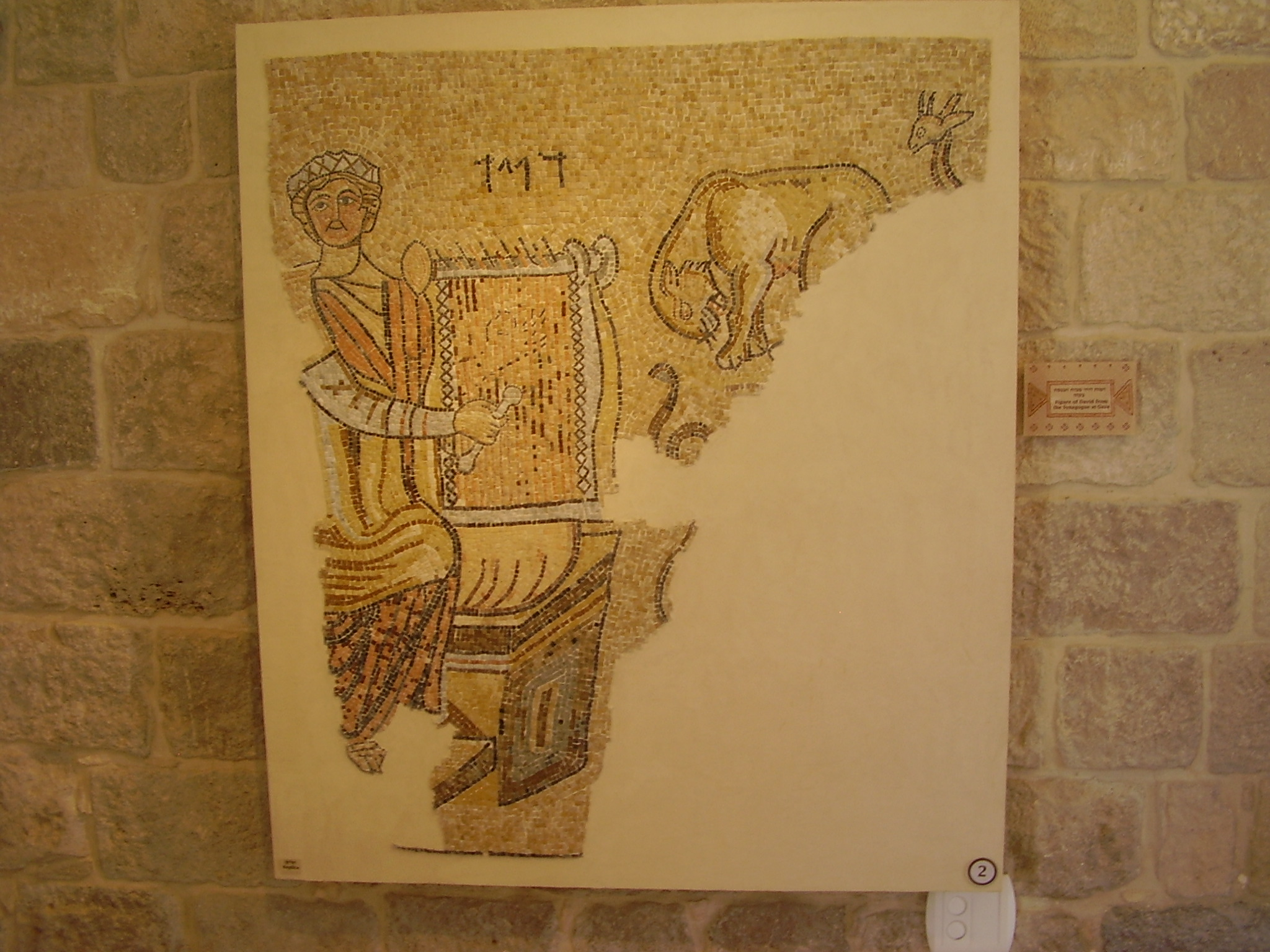
David toca el arpa, mosaico de la Sinagoga de Gaza, período bizantino, 324-640 D.C.
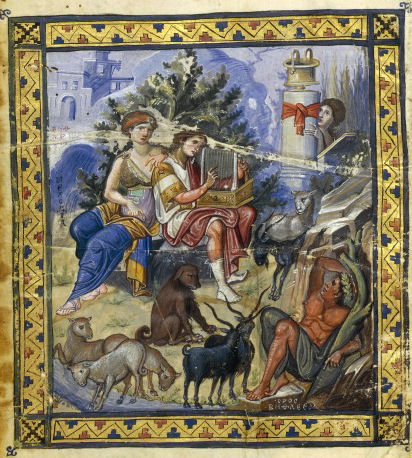
David cuidando su rebaño, Salterio de París, manuscrito greco-bizantino miniado, Macedonia, siglo X, fol. 11v. París, Bibliothèque National de France, MS Grec 139.
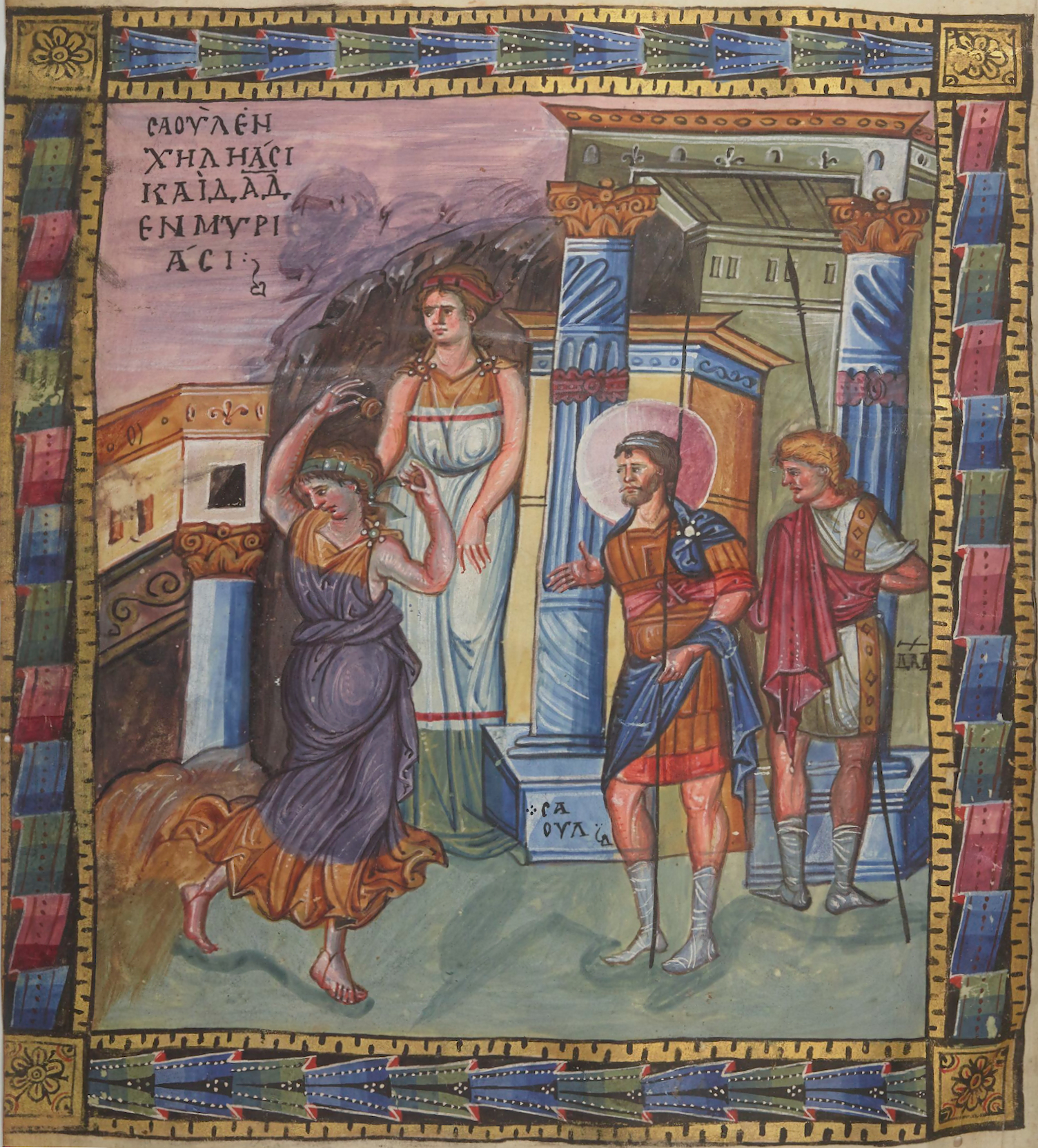
David glorificado por las israelitas, idem., fol. 5v.
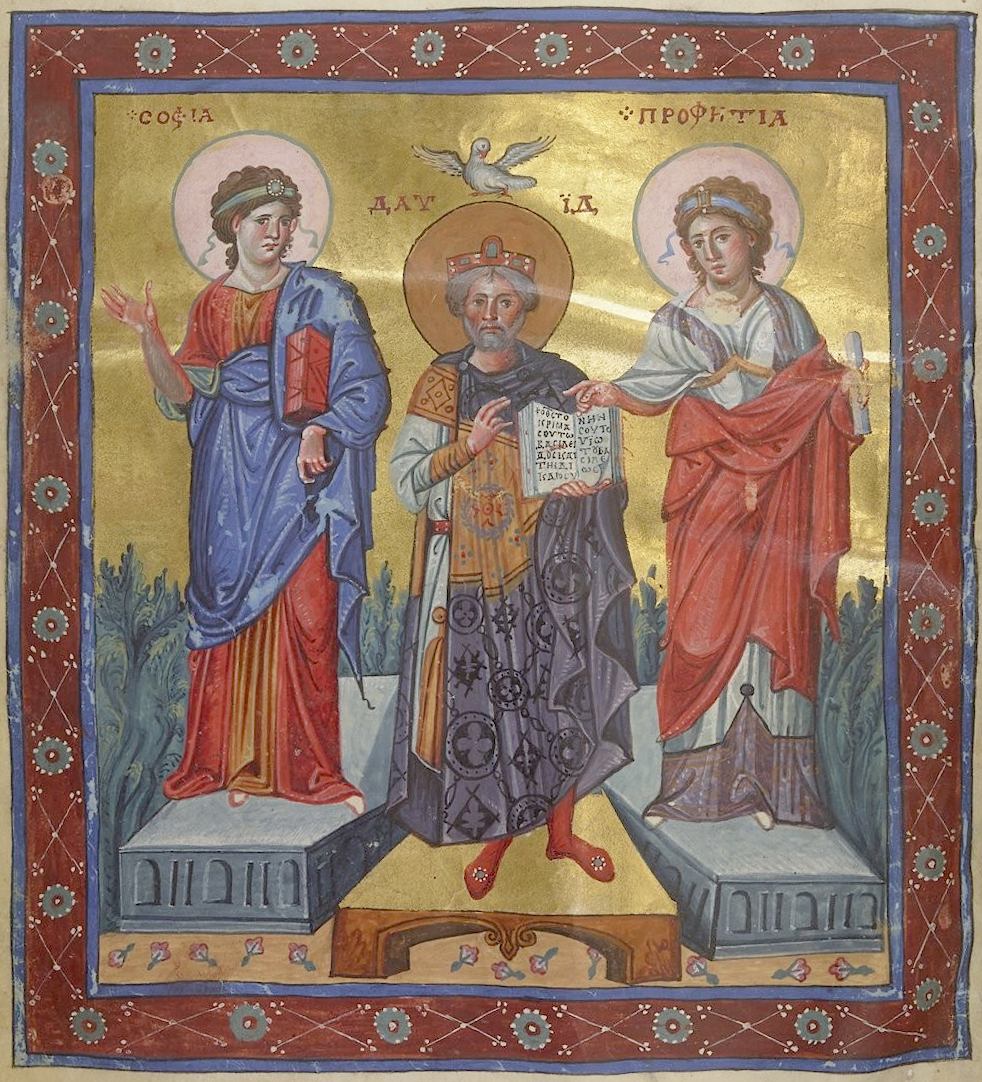
El rey David entre las alegorías de Sabiduría y Profecía, idem, fol. 7v.
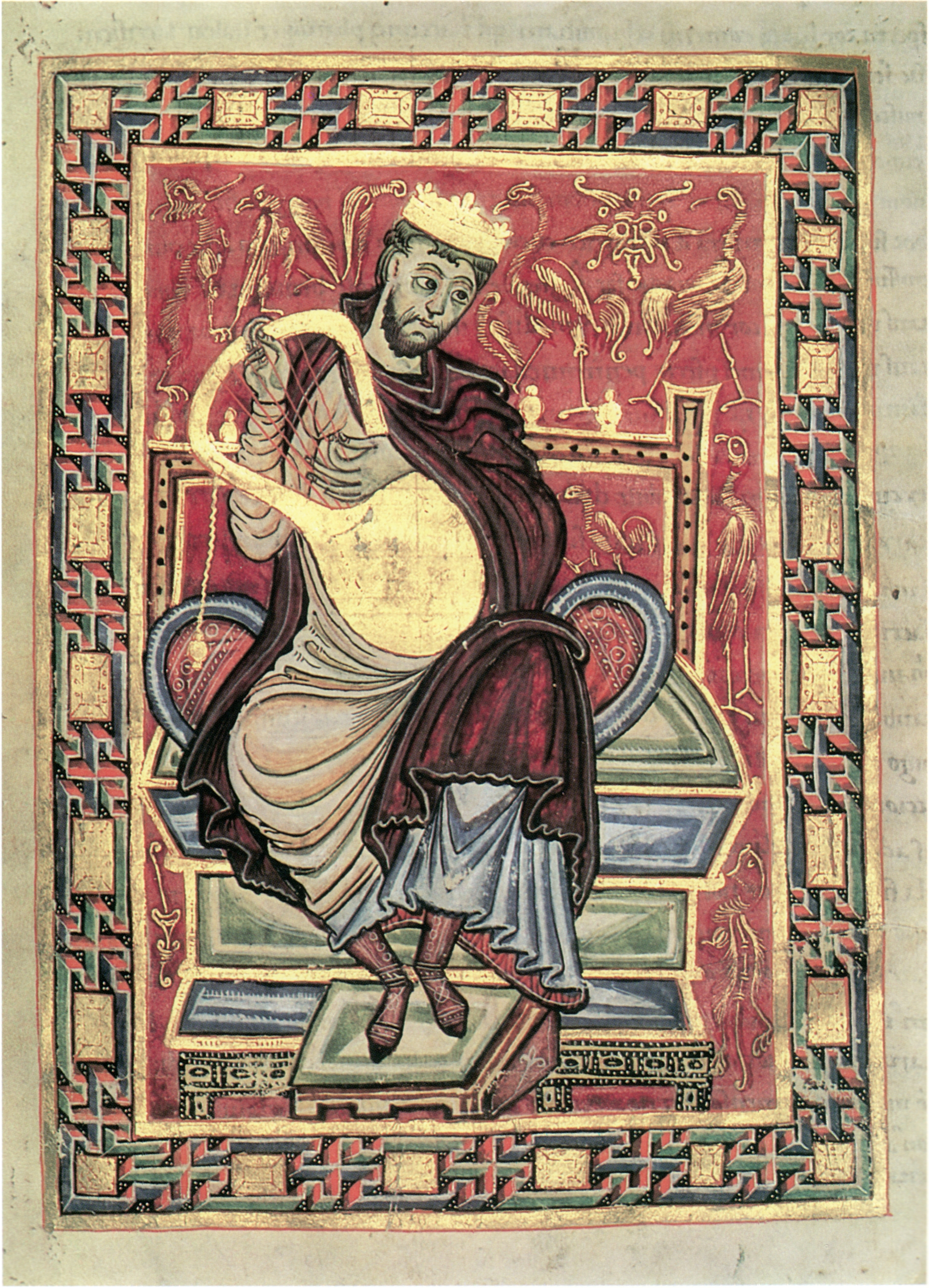
David entronizado toca el arpa, Salterio de Egbert, manuscrito latino miniado, Aquisgrán, c. 977-993, fol. 20v. Museo Archeologico Nazionale, Cividale
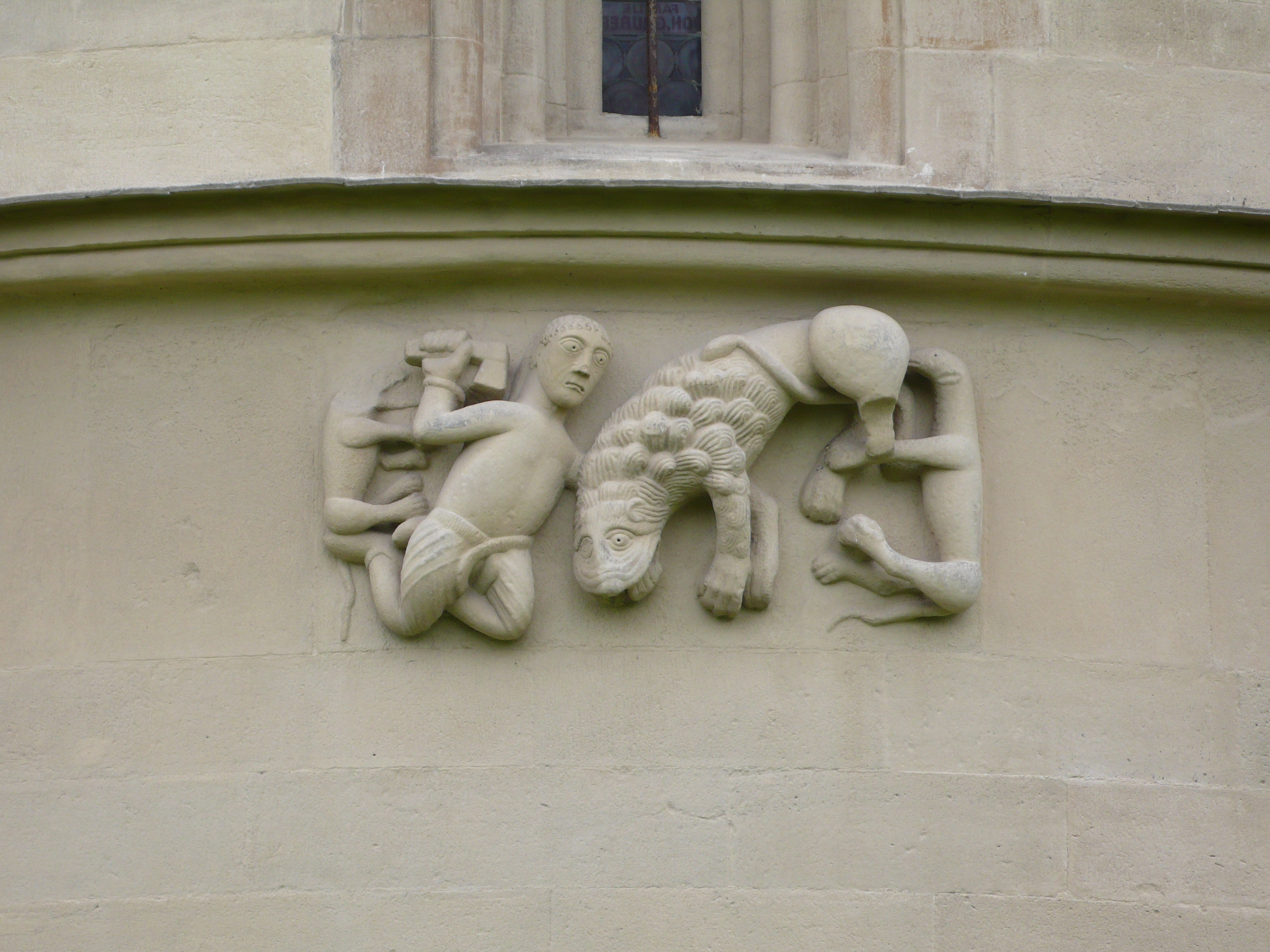
David vence al león, relieve románico, Iglesia de Schöngrabern (Austria), c. 1220
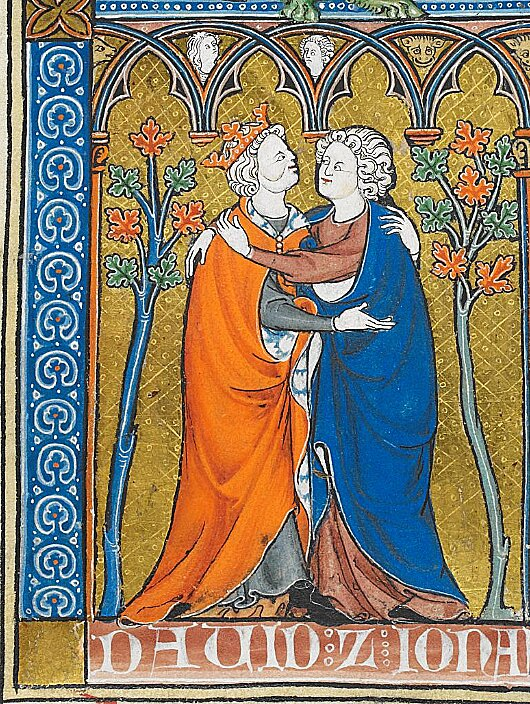
David y Jonatán, La Somme le Roi, miniatura gótico-francesa, 1300. British Library, Londres
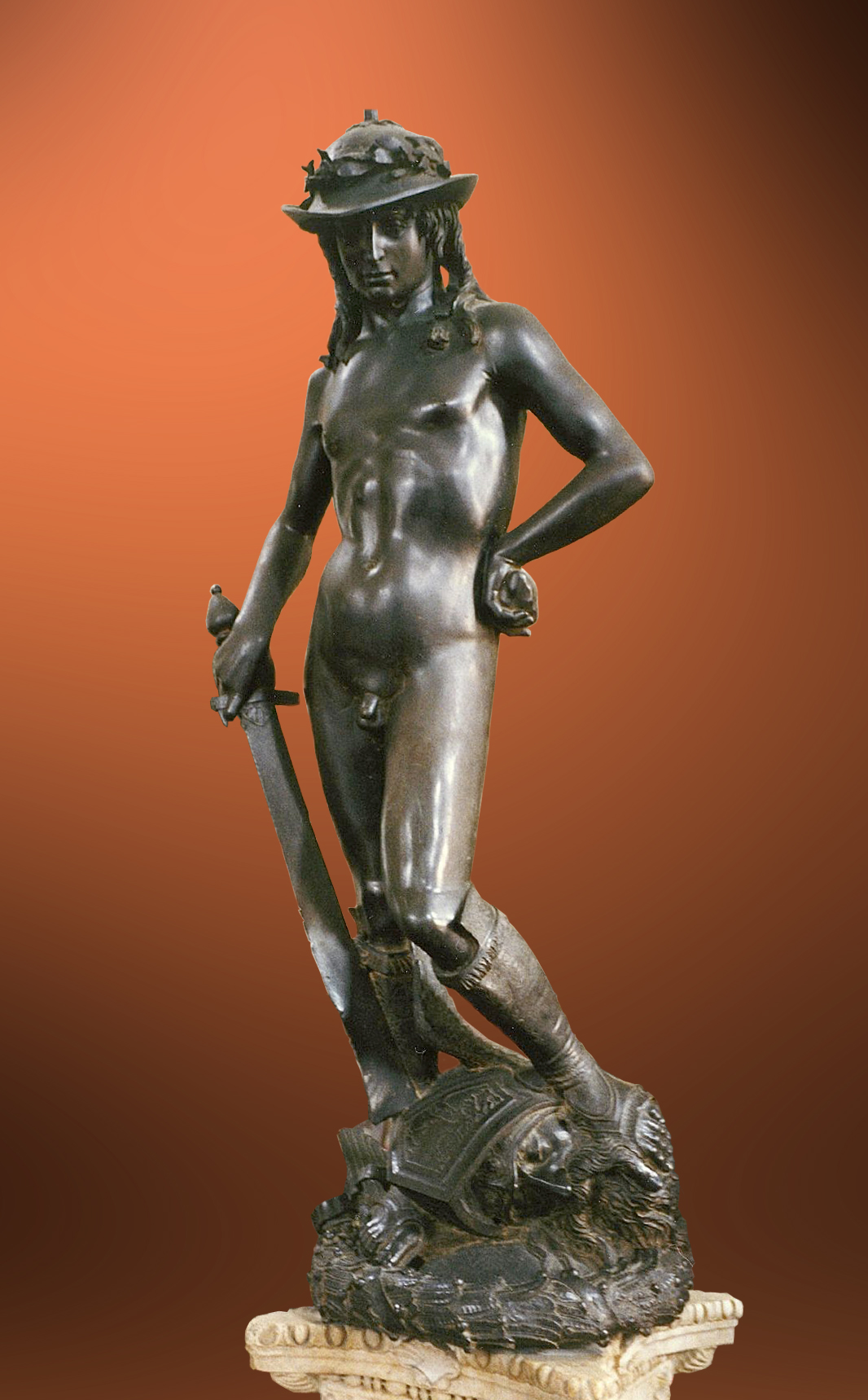
Donatello, David, 1430-40. Museo del Bargello, Florencia
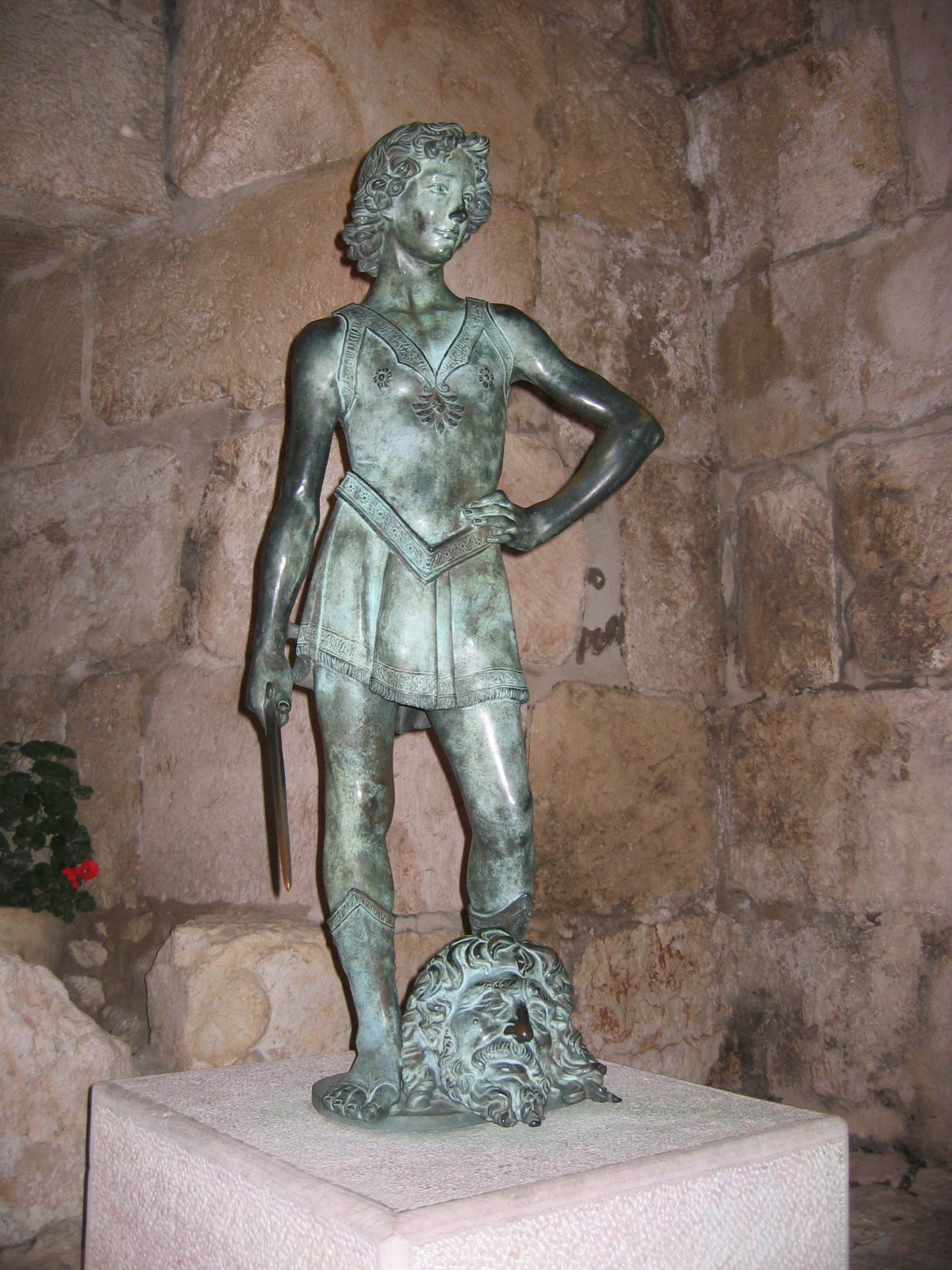
Andrea del Verrocchio, David, 1476. Museo del Bargello, Florencia.
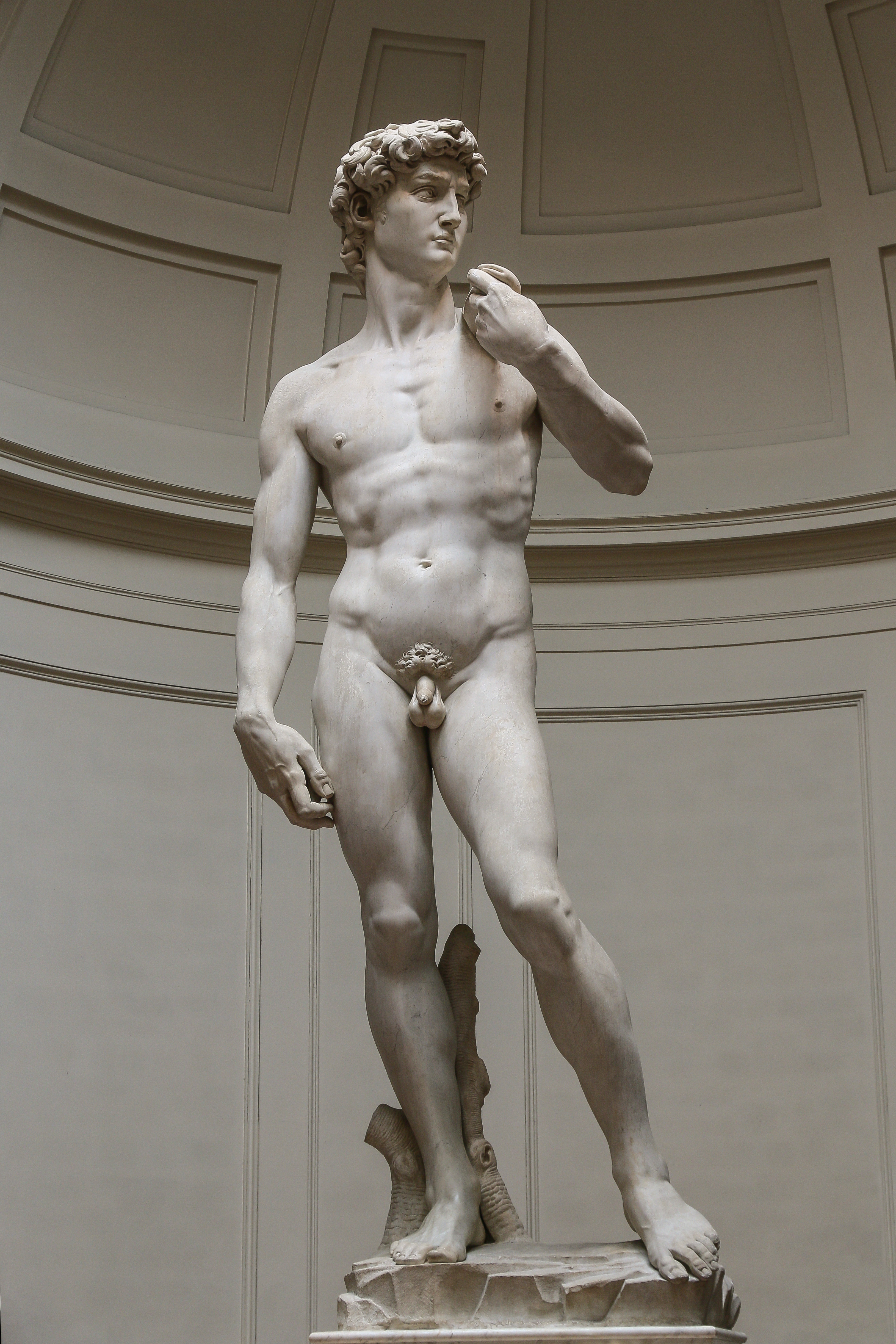
Miguel Ángel, David, mármol, 1504. Academia de Florencia
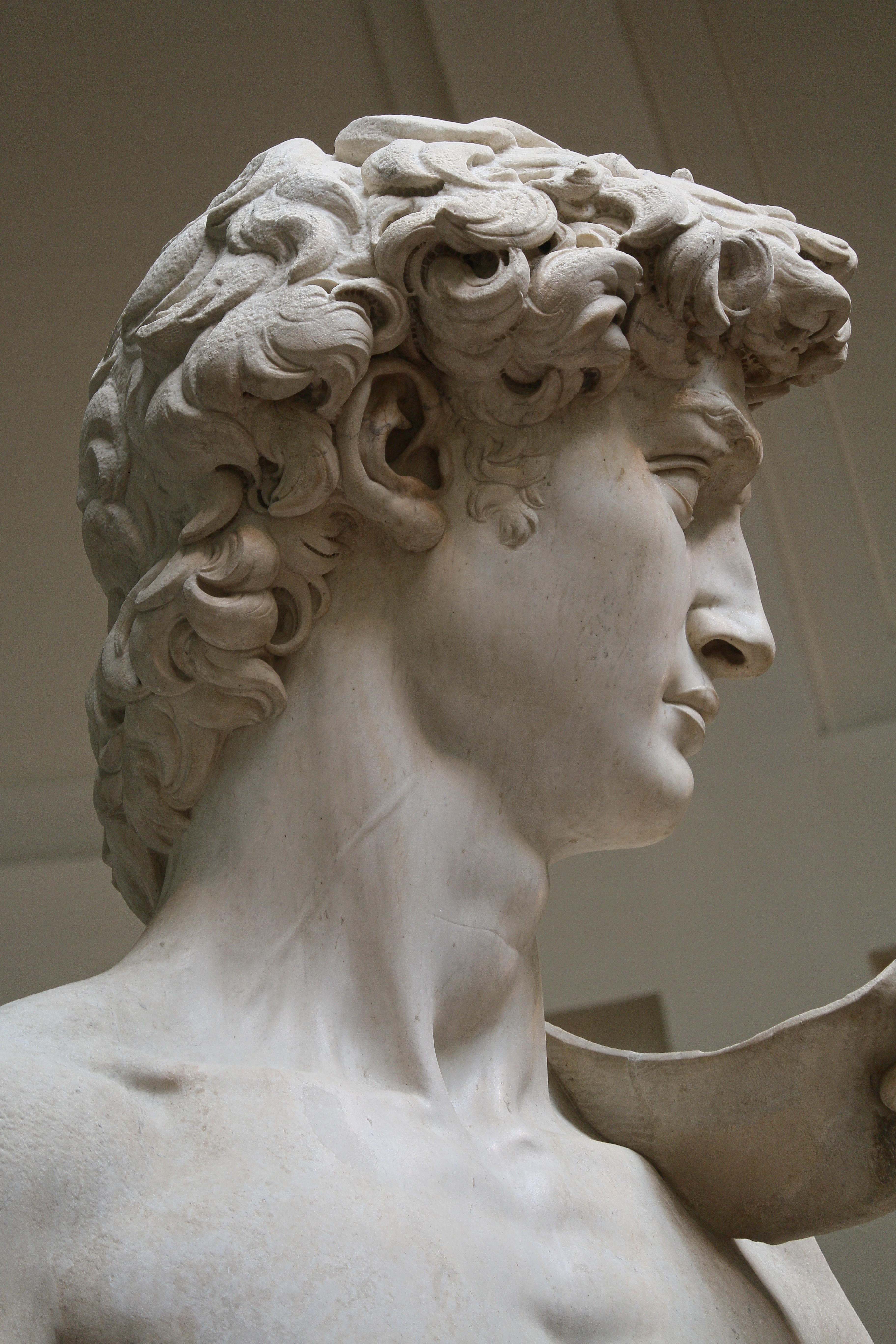
Idem, detalle
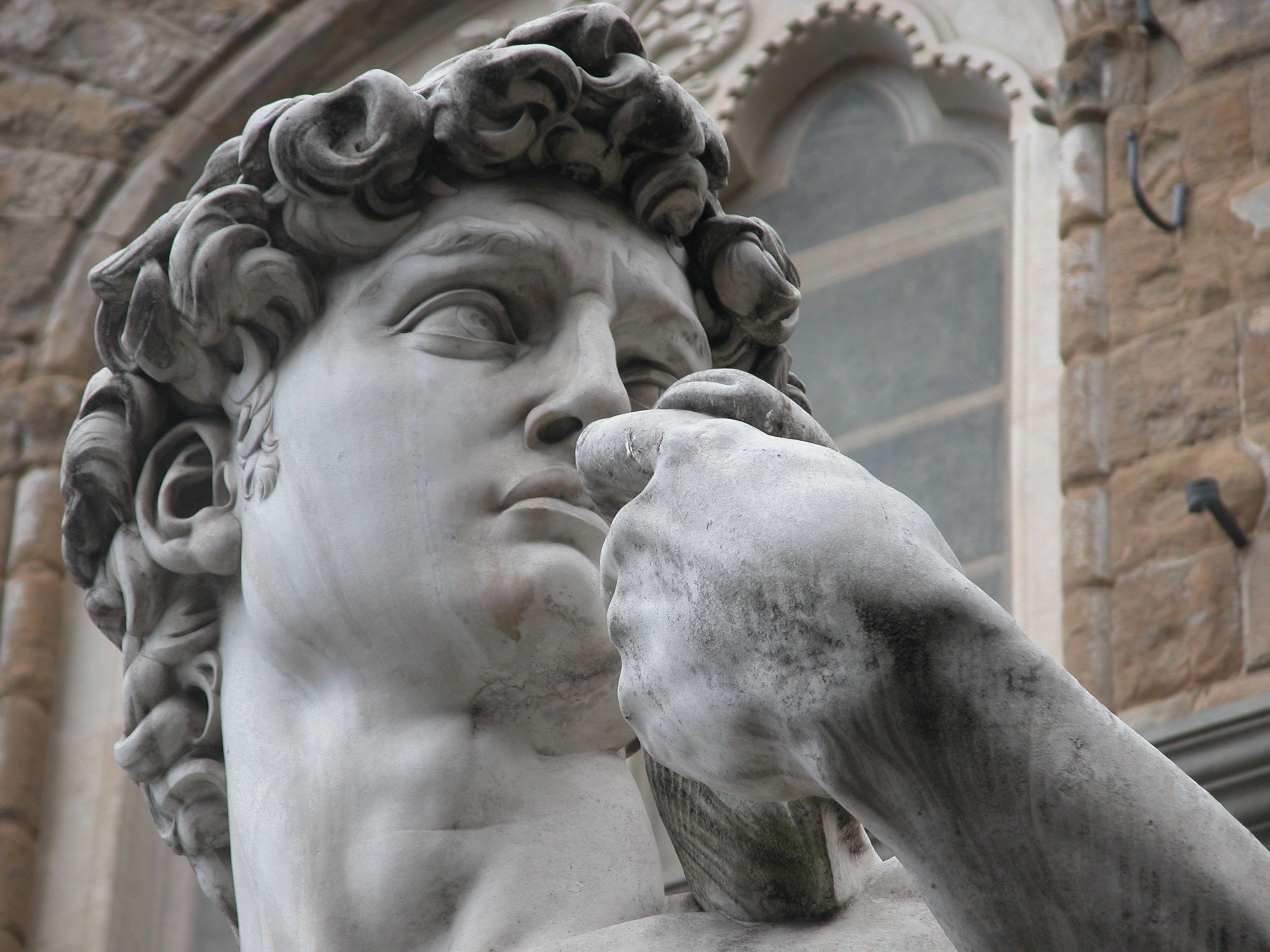
David, detalle de réplica de la escultura homónima de Miguel Ángel. Piazza della Signoria, Florencia
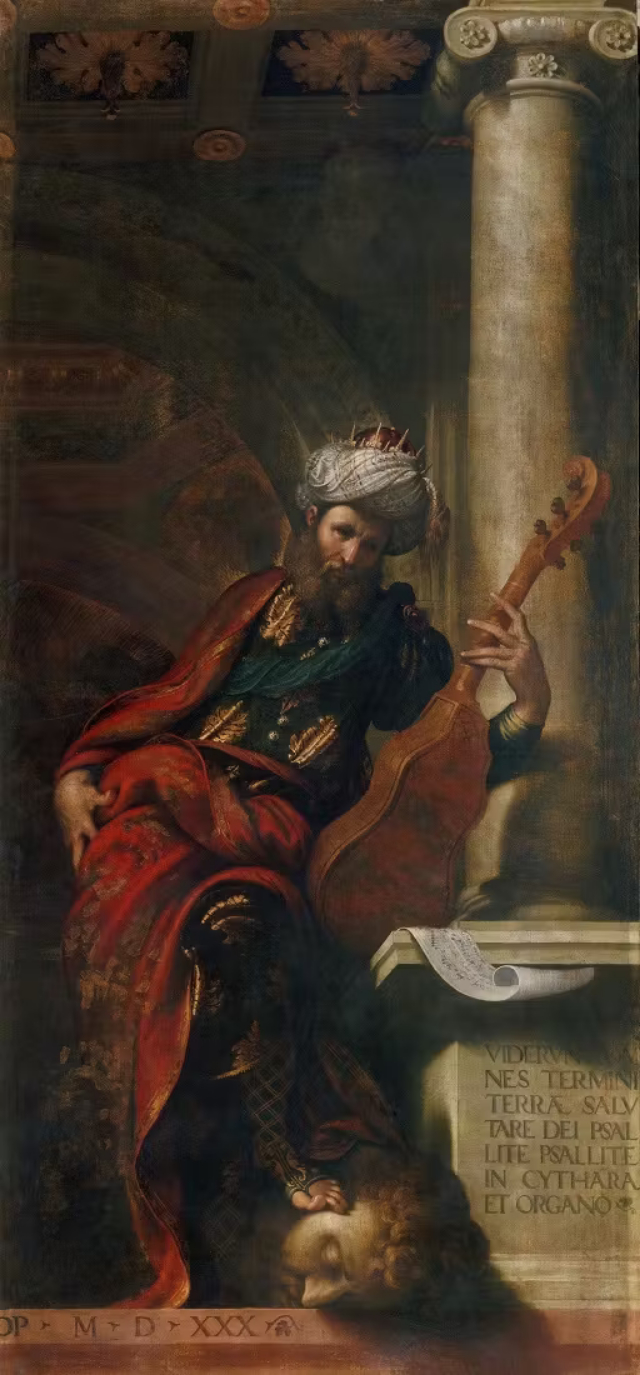
Camillo Boccaccino, El profeta David, 1530. Palazzo Farnese, Piacenza
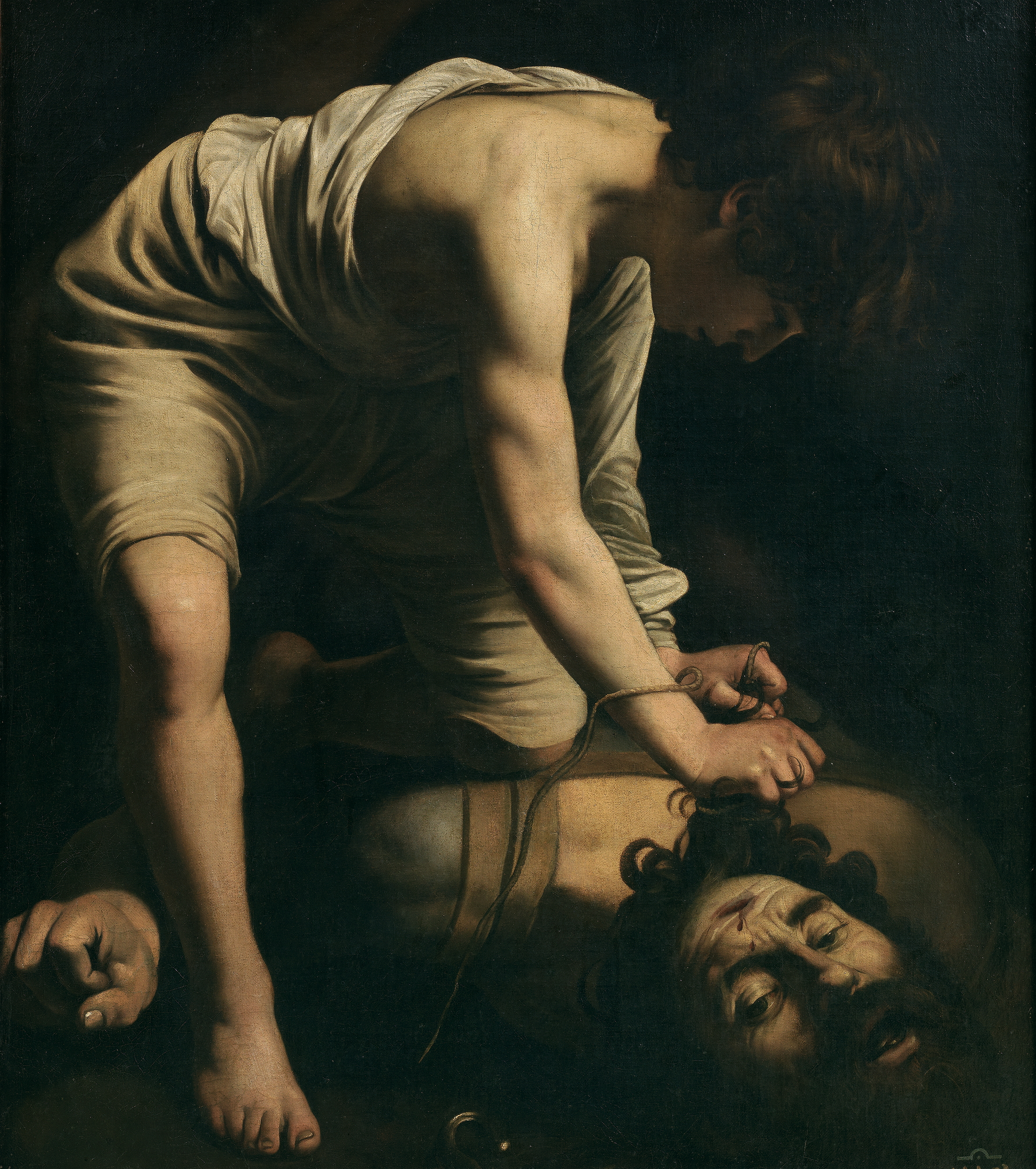
Caravaggio, David y Goliat, 1597-1600. Museo del Prado, Madrid
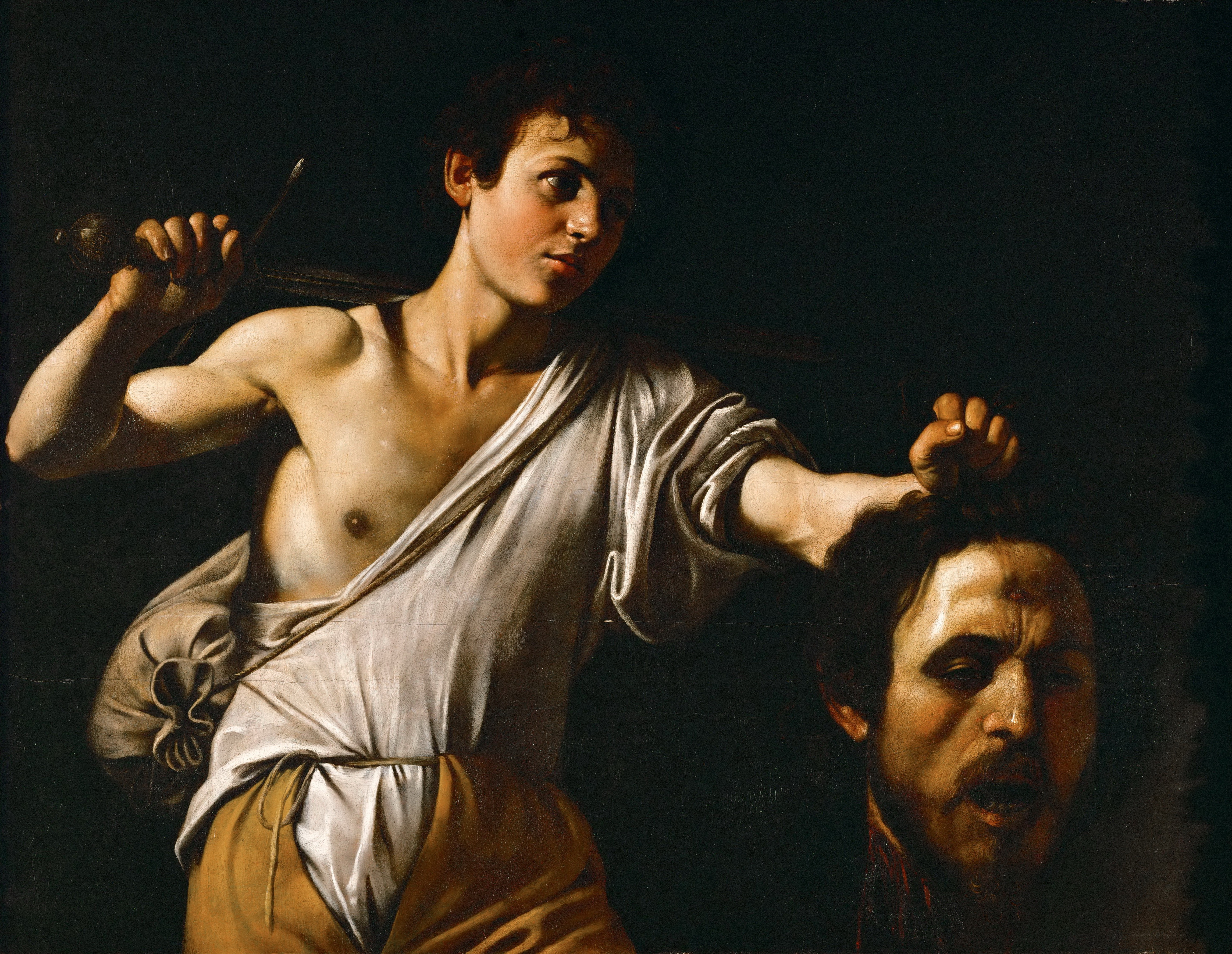
Caravaggio, David con la testa de Goliat, 1606-7. Kunsthistorisches Museum, Viena
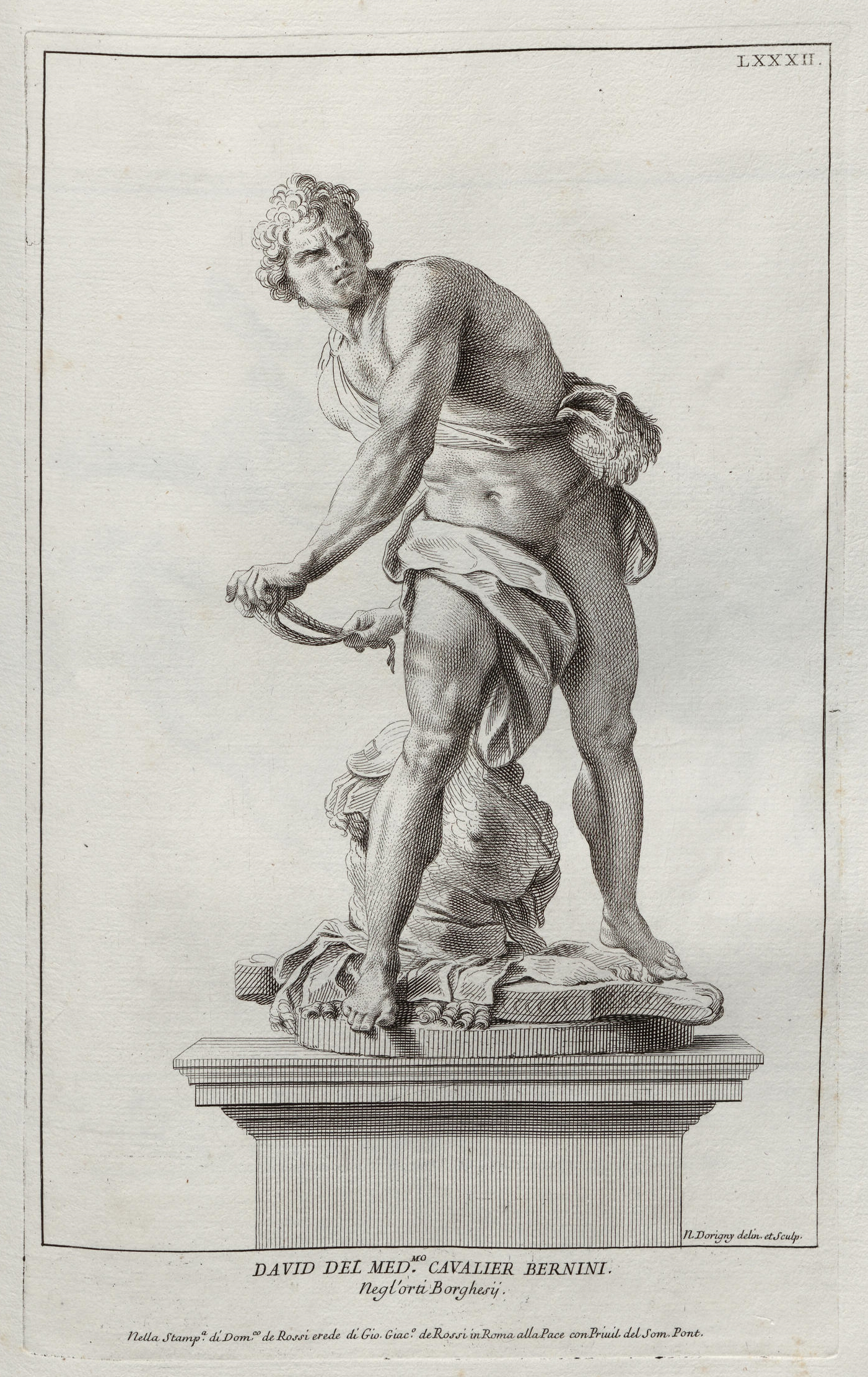
Gian Lorenzo Bernini, David, mármol, 1623-24 (grabado por Nicolas Dorigny, 1704).
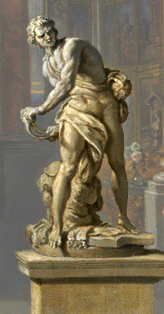
Idem (detalle de Galería de cuadros con vistas de la Roma Moderna, óleo de Giovanni Pannini, 1758-59).
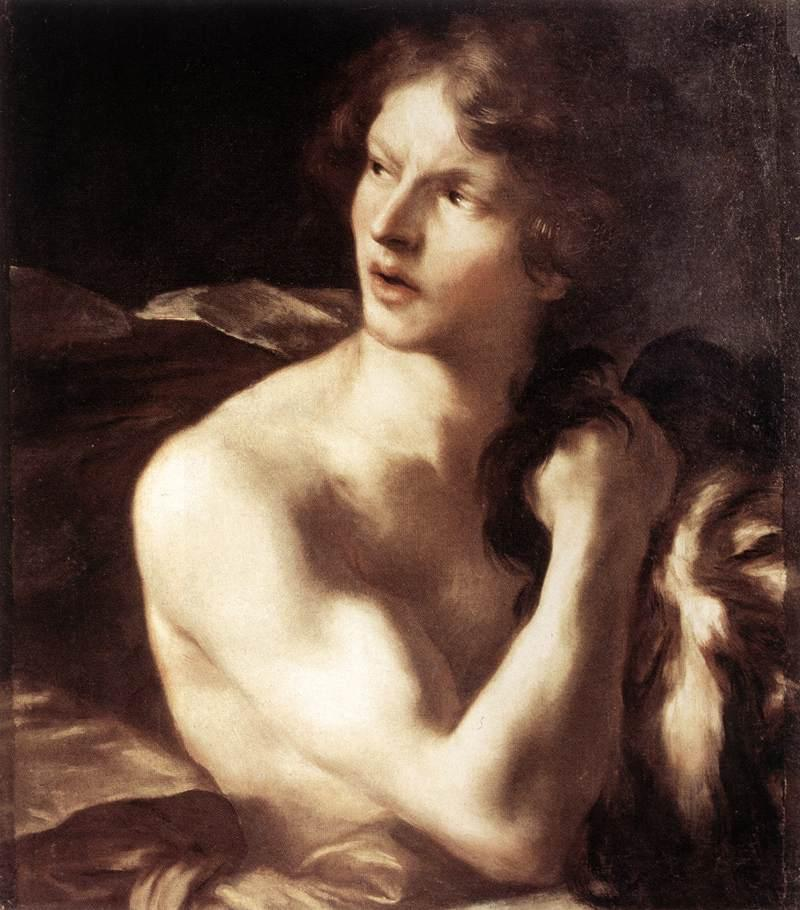
Bernini, David con la cabeza de Goliat, 1625. Galleria Nazionale d'Arte Antica, Roma
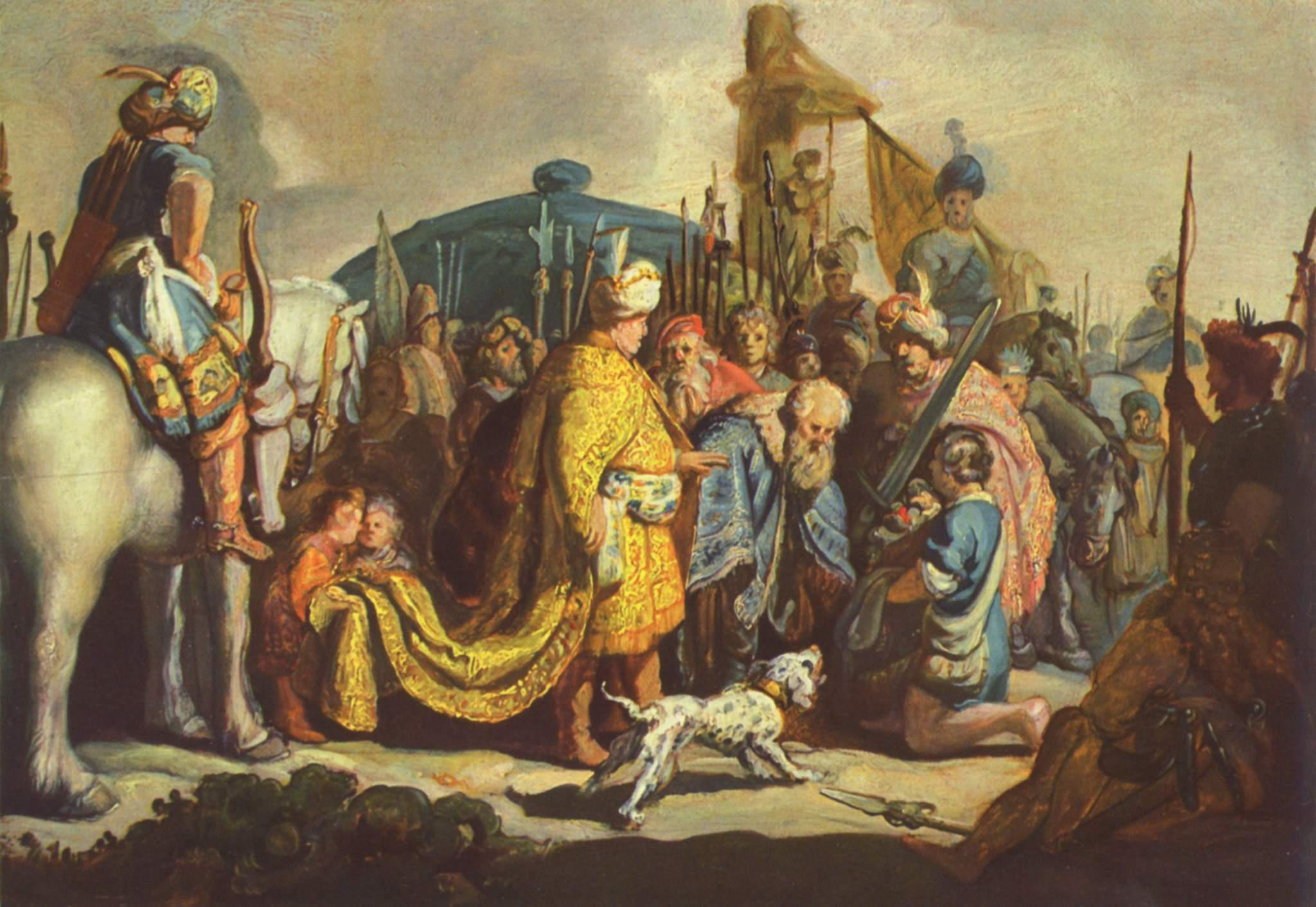
Rembrandt, David con la cabeza de Goliat ante Saúl (1 Samuel 17:57-58), 1627. Kunstmuseum, Basilea
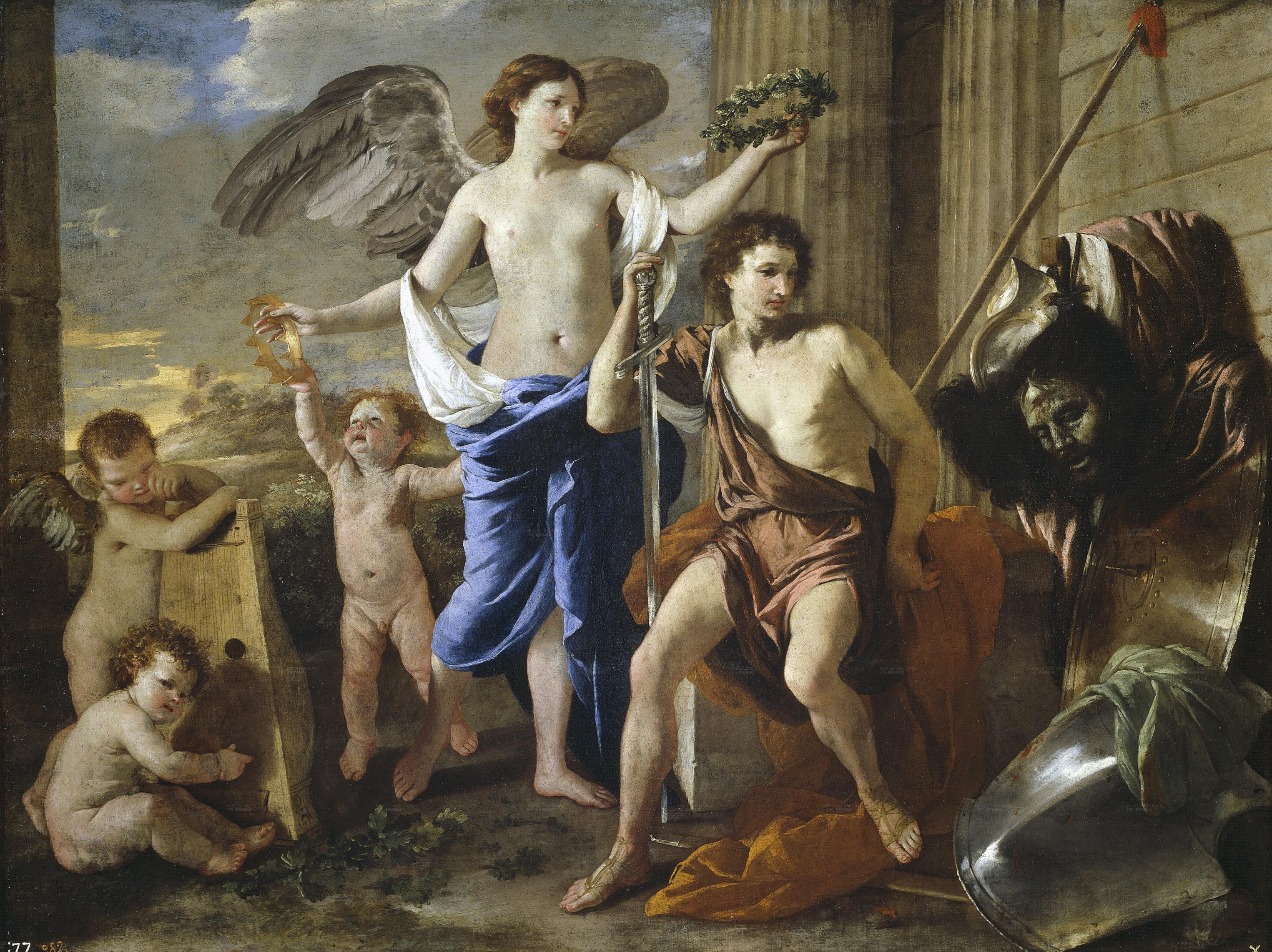
Nicolás Poussin, El Triunfo de David, 1630. Prado
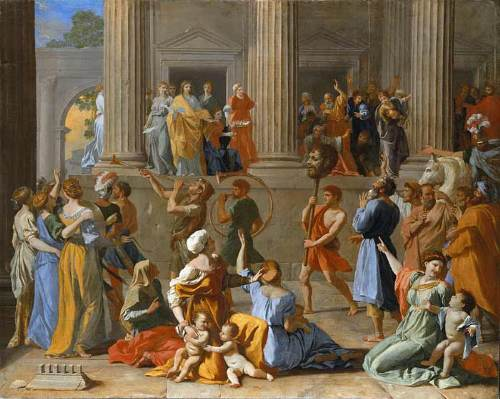
Poussin, El Triunfo de David, 1631-33. Dullwich Gallery
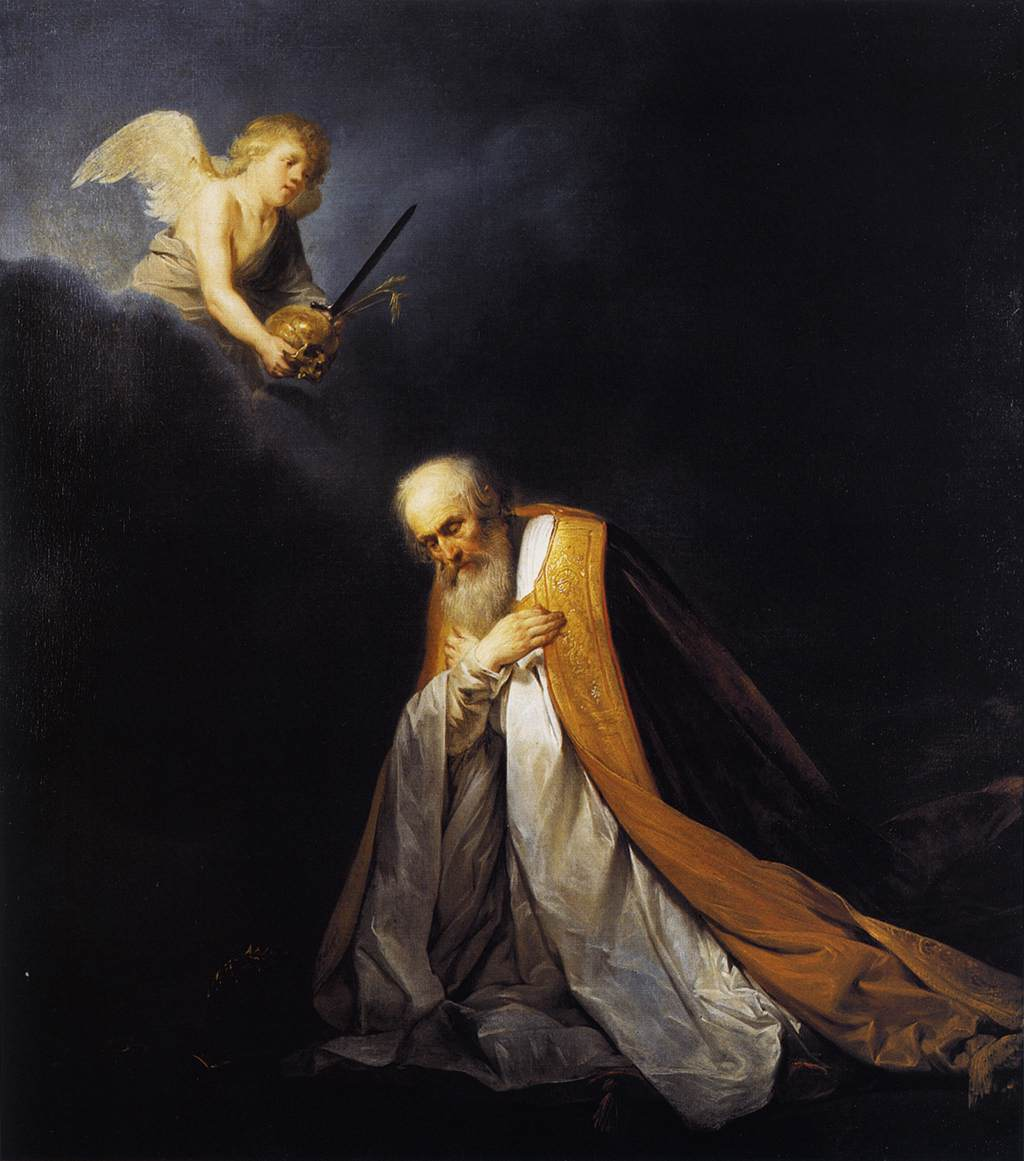
Pieter de Grebber, El rey David orando, 1635-40. Museum Catharijneconvent
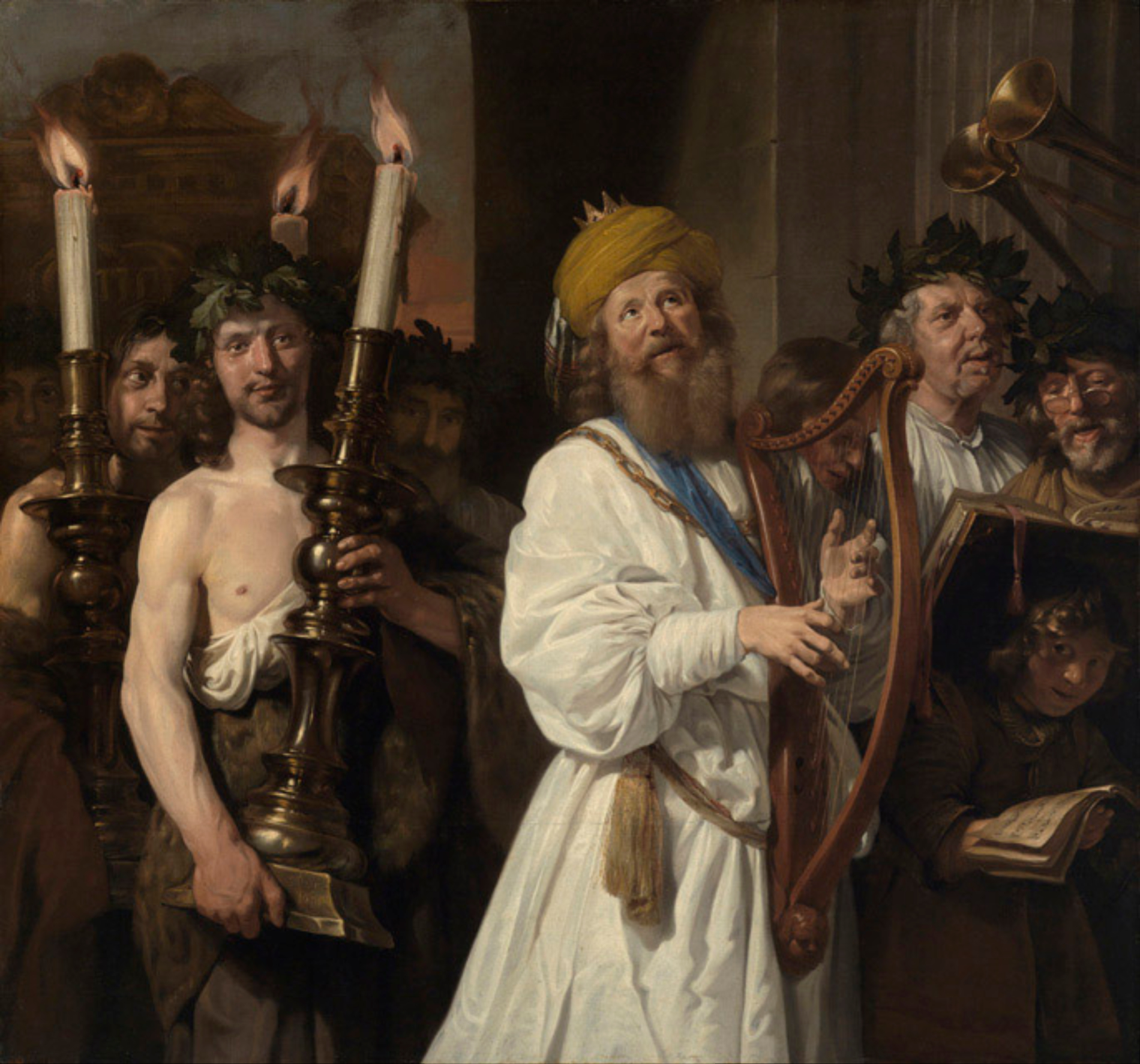
Jan de Bray, David tocando el arpa, 1670. Colección privada
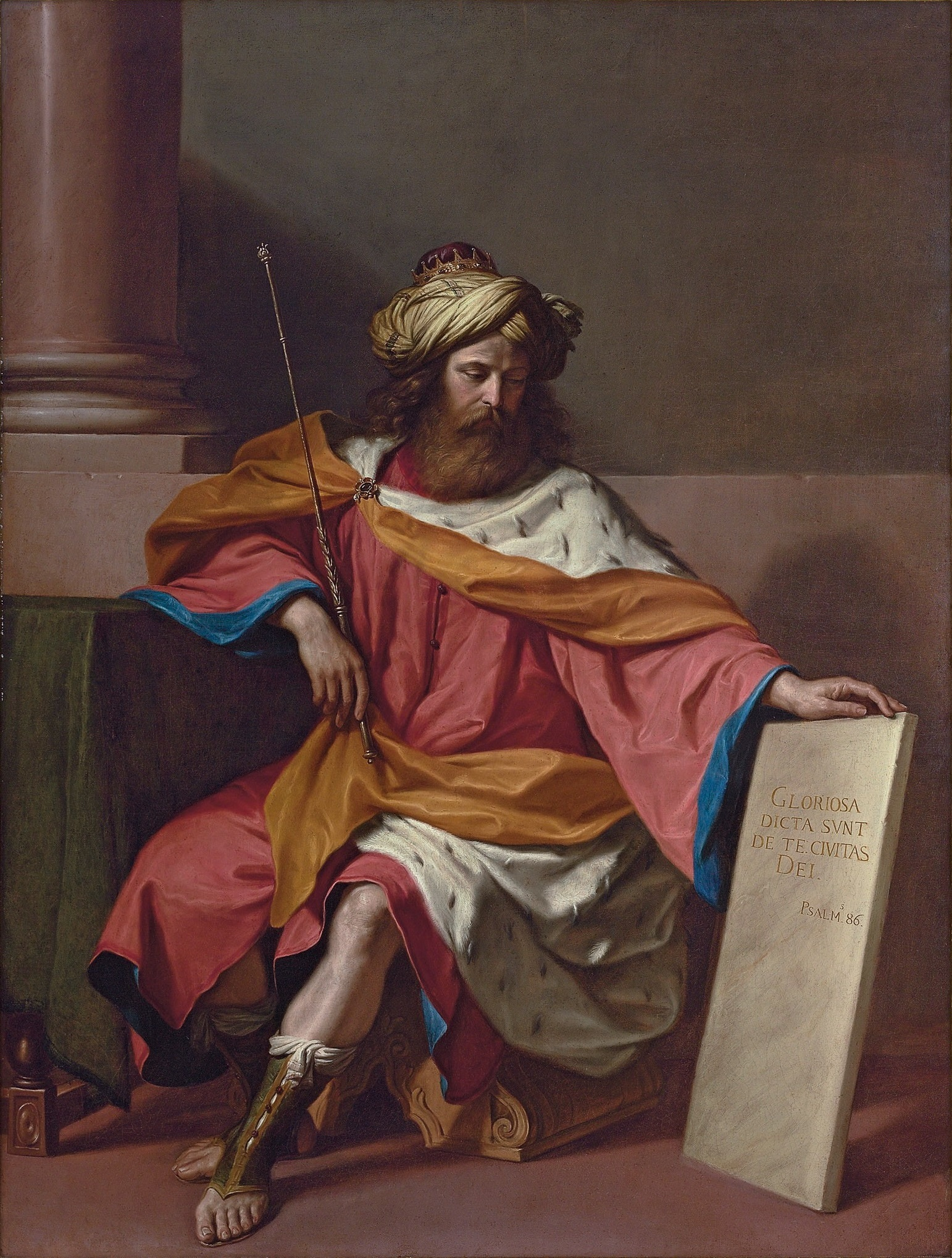
Gercino, Rey David, c. 1768
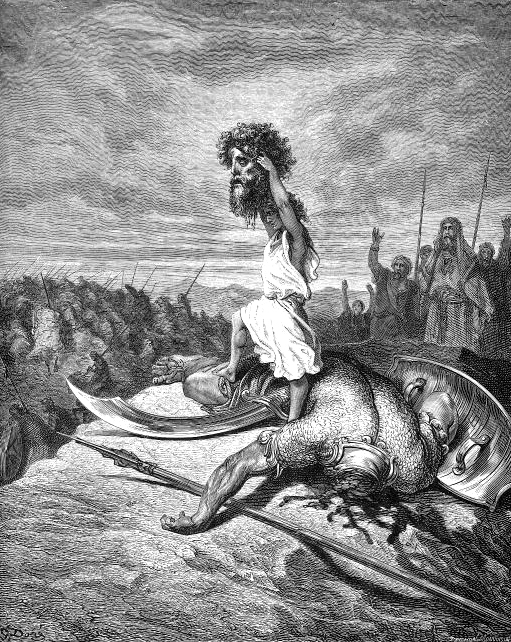
Gustave Doré, David con la cabeza de Goliat, grabado, s. XIX
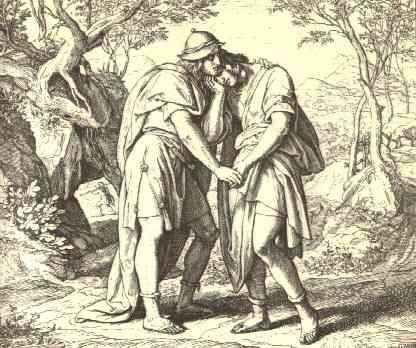
Julius Schnorr von Carolsfeld, "David y Jonatán", La Biblia en Imágenes, 1851-60
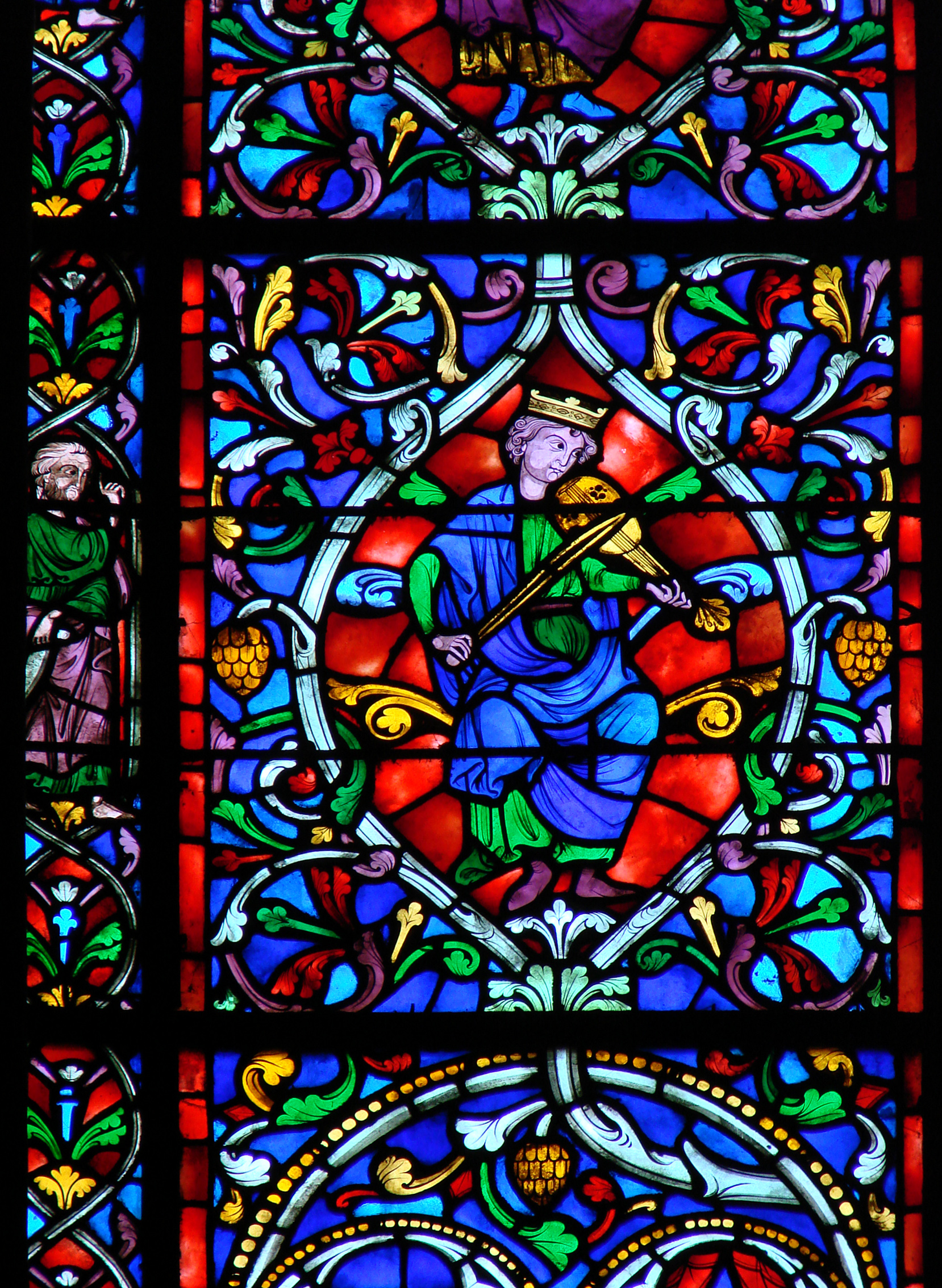
El rey David, vitral de la Catedral de Reims, 1861
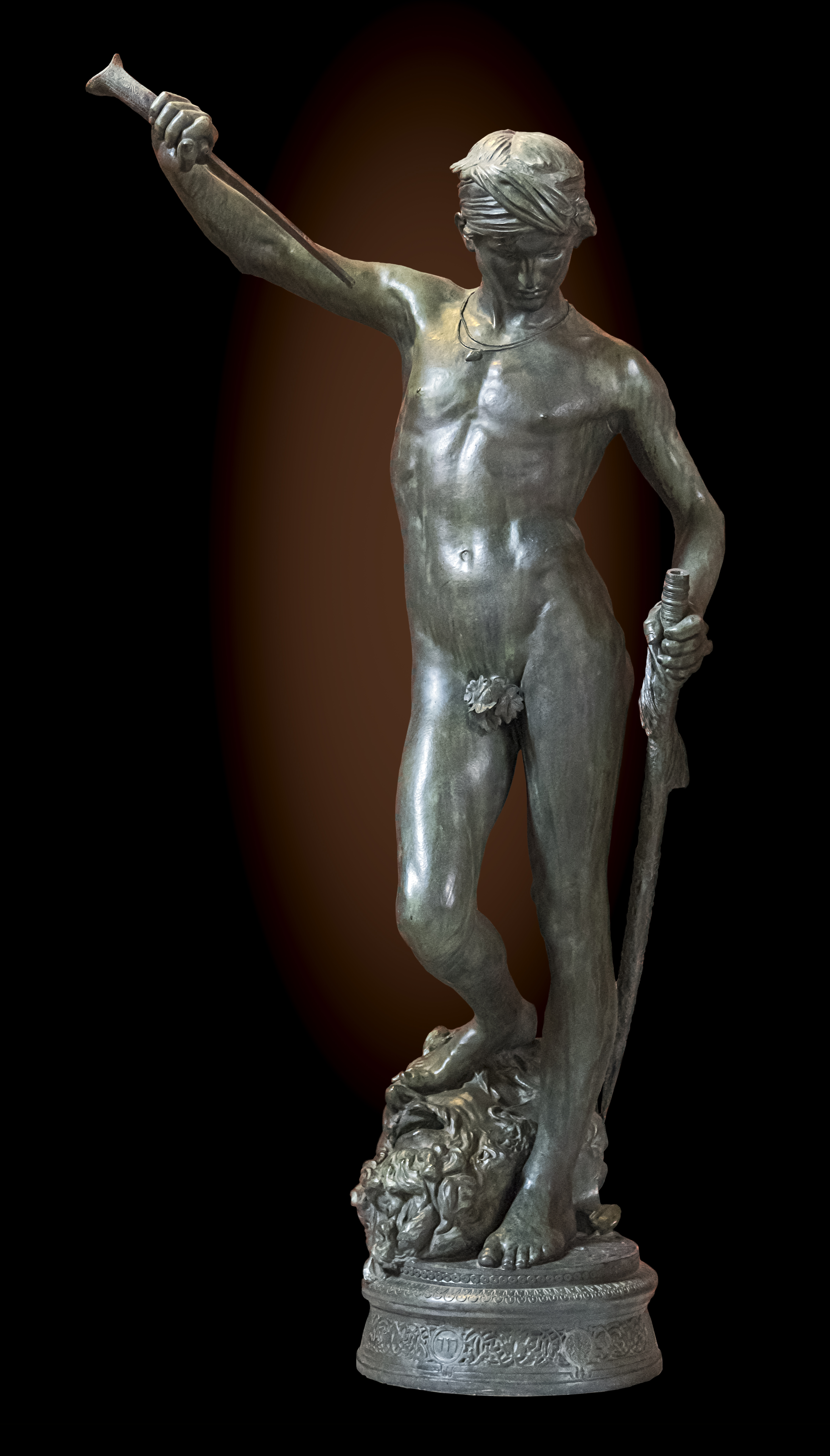
Antonin Mercié, David, 1871. Musée d'Orsay, París.
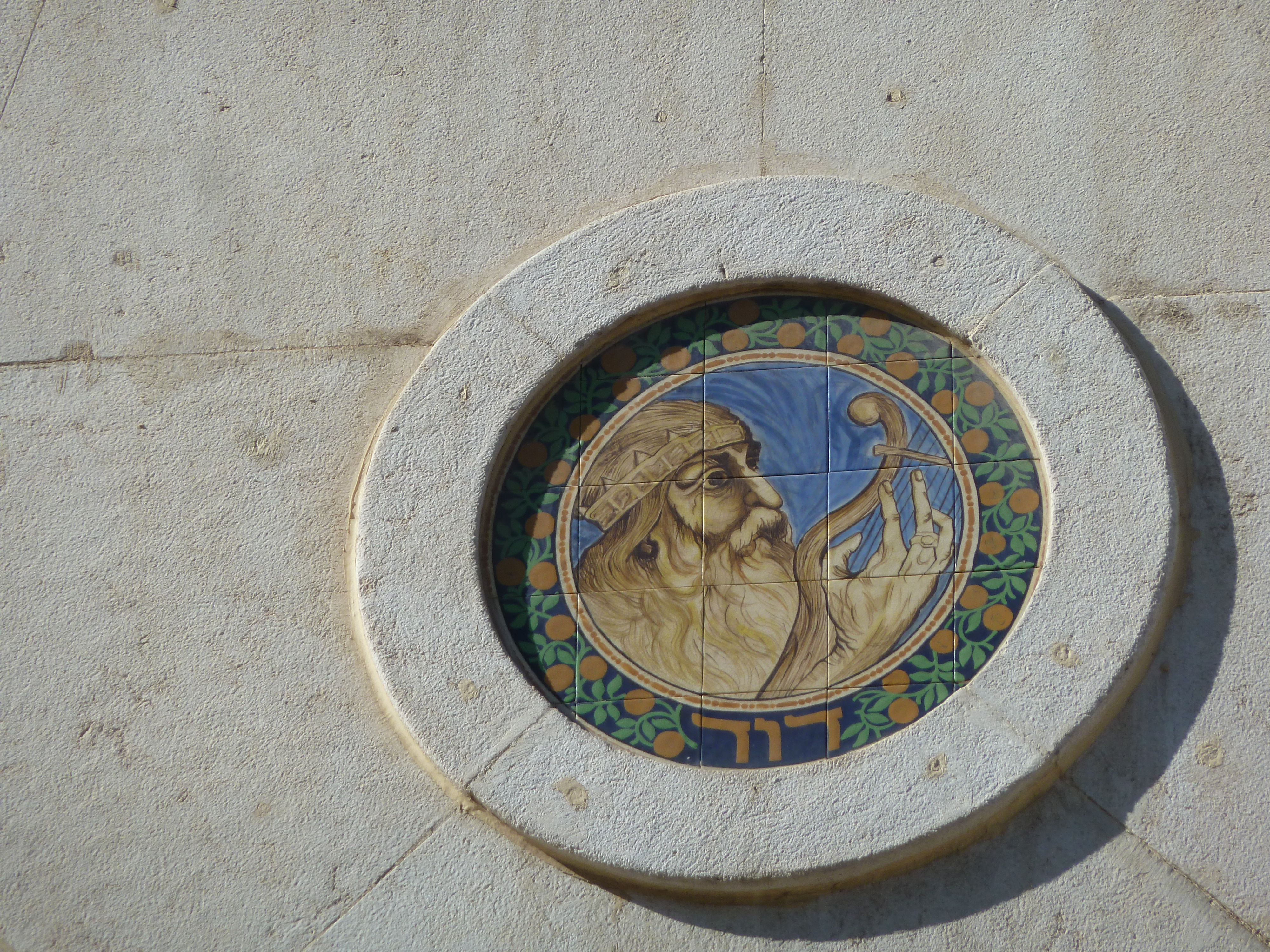
El rey David tocando el arpa, medallón con azulejos, c. 1925. Calle Ehad Haam, Tel Aviv
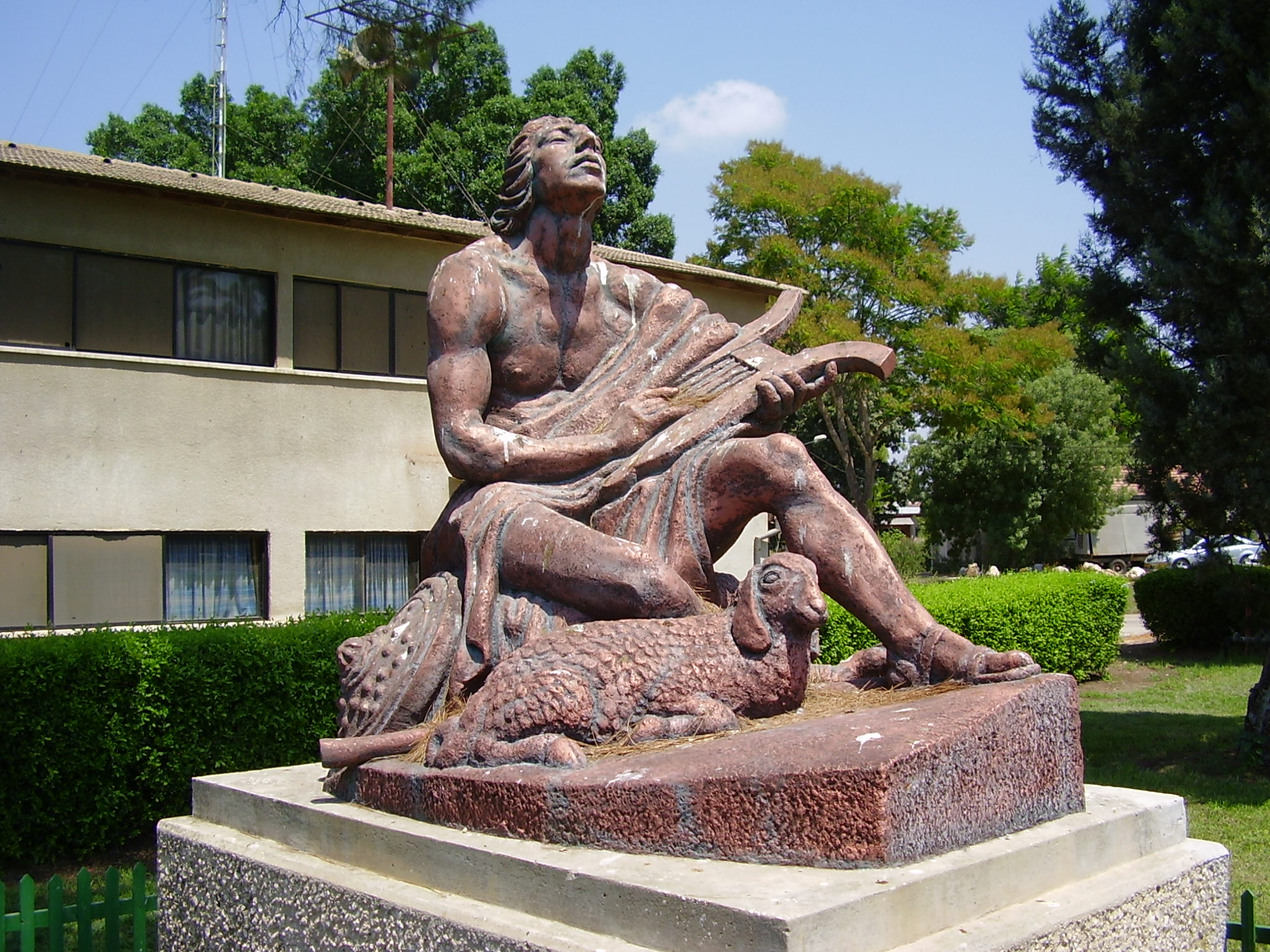
David Polus, David el pastor, tocando el arpa, 1935. Kibutz Ramat-David, Israel
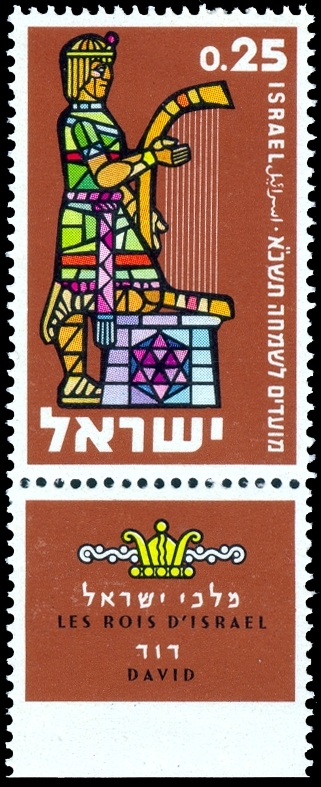
Asher Calderón, Los Reyes de Israel: David, estampilla israelí, 1960
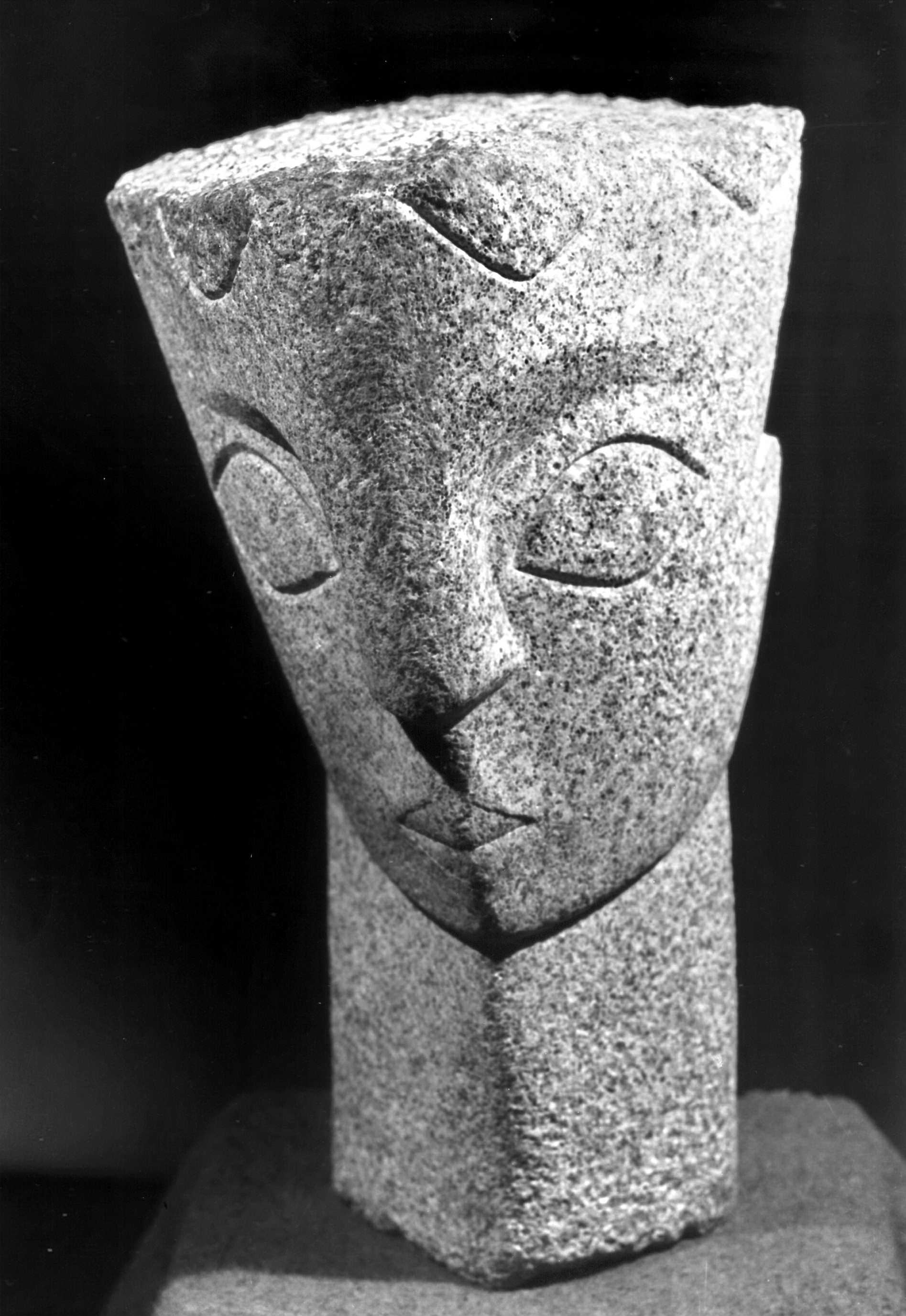
Ahiam Shoshany, Rey David, granito, c. 1980. Museo de Shuni, Israel
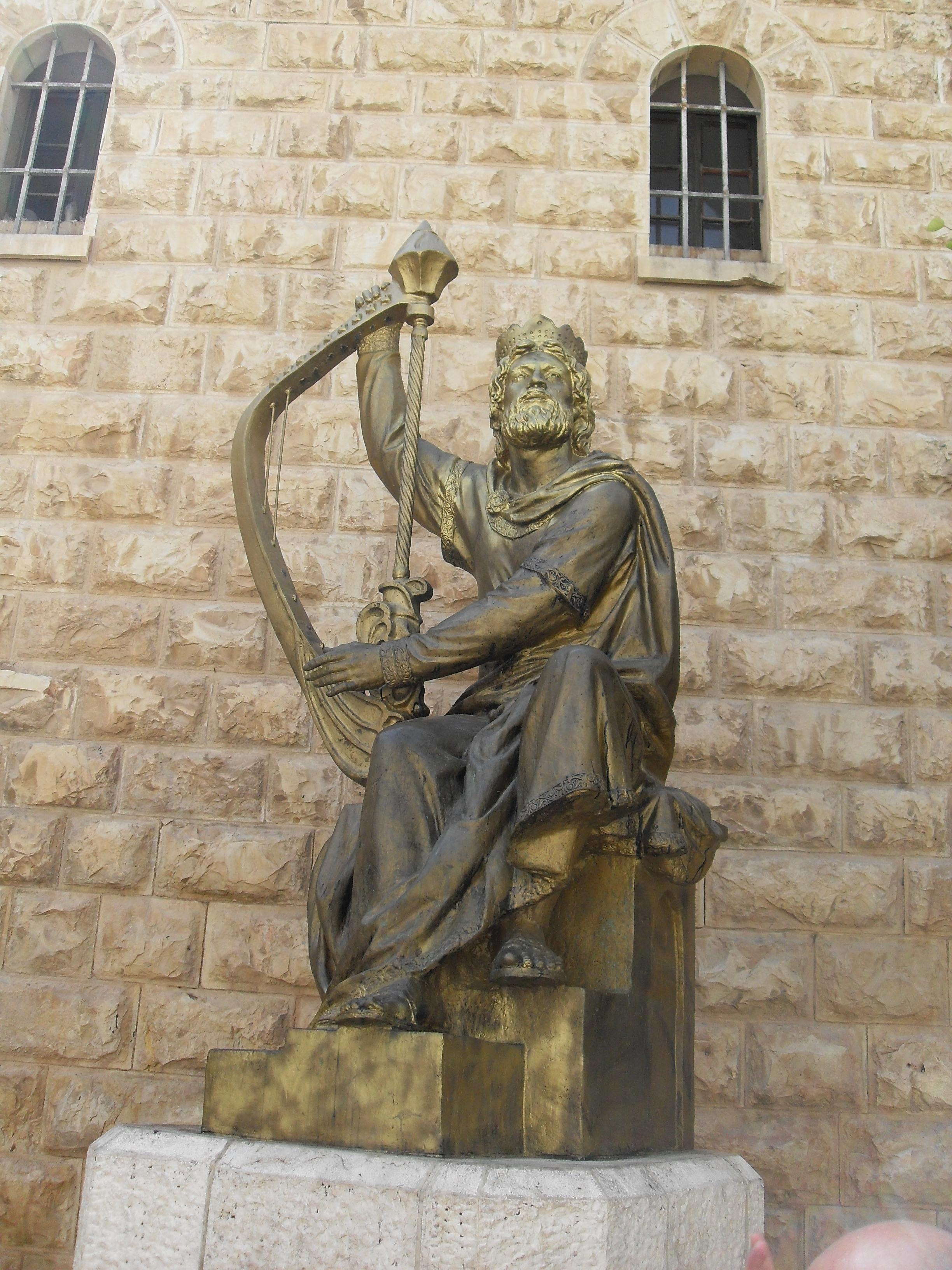
Monumento al Rey David, Monte Sion, Jerusalén

### Literatura
- El largo poema del escritor John Dryden "Absalom and Achitophel" (1681) es una alegoría que utiliza la historia de la rebelión de Absalón contra el rey David, como base para una sátira de la situación política inglesa de su tiempo..
- Sir Arthur Conan Doyle utilizó la historia de David y de Betsabé como la estructura principal para la historia de Sherlock Holmes "The Adventure of the Crooked Man" (1893), la cual traza un paralelismo con la traición de David para con Urías, el hitita, a fin de ganar a Betsabé.
- La novela de Elmer Davis, Giant Killer (1928, de la compañía John Day) vuelve a contar la historia bíblica de David, mostrándolo como todo un poeta que logra encontrar siempre a otros para hacer el "trabajo sucio" del heroísmo y de la realeza. En la novela otro mata a Goliat pero David reclama el crédito, y Joab, el primo de David se encarga de tomar muchas de las decisiones difíciles de la guerra y del arte de gobernar, mientras David vacila o escribe poesía.
- ¡Absalom, Absalom! (1936) de William Faulkner retrata la rebelión del hijo de David, Absalón, y su muerte a manos de Joab.
- Gladys Schmitt escribió una novela titulada David the King (1946, Doubleday Books), biografía profusamente adornada de toda la vida de David. El libro tomó un riesgo, especialmente para su época, al retratar la relación de David con Jonatán como abiertamente homoerótica, pero finalmente fue criticado como una versión suave y sosa del personaje.
- Juan Bosch, líder político y escritor dominicano, escribió: David: Biografía de un rey (1963, Hawthorn, NY) un enfoque realista de la vida de David y su carrera política.
- En la fantasía bíblica de Thomas Burnett Swann How are the Mighty Fallen (1974, DAW) David y Jonatán se declaran explícitamente amantes. Por otra parte, Jonatán es un miembro de una alada raza semihumana (posiblemente Nephilim), una de las varias razas que conviven con la humanidad, pero que a menudo son perseguidas por esta.
- Joseph Heller, El autor de Catch-22 también escribió una novela basada en David, God Knows (1984, Simon & Schuster). Está contada desde la perspectiva de un envejecido David, representado como un hombre lleno de vicios como la codicia, la lujuria o el egoísmo, el cual nota su alejamiento de Dios, y el desmoronamiento de su familia, en una suerte de interpretación propia del siglo XX acerca de los sucesos bíblicos.
- Madeleine L'Engle y su novela "Certain Women" (1993, HarperOne) explora la familia, la fe cristiana, y la naturaleza de Dios a través de la historia de la familia del rey David, y la saga de una familia moderna análoga.
- Allan Massie escribió King David (1996, Sceptre), una novela sobre la carrera de David, que retrata la relación del rey con Jonatán y otros, de una forma más abiertamente homosexual.
- Stefan Heym y su The King David Report (1998, Northwestern University Press) muestra una ficción que representa los escritos del historiador de la Biblia, Ethan, al Rey Salomón.
- La poeta Margarita Hernando de Larramendi incluye en su libro Las palabras perdidas y otros poemas la poesía "David se despoja de principios morales", que recoge la historia de David y Betsabé: Qué cruel es tu belleza, Betsabé, / qué sabiamente muestra / mi humilde condición".

### Música
- "Absalón fili mi" de Josquin des Prés es un lamento polifónico desde la perspectiva de David, sobre la muerte de su hijo.
- "Le Roi David", oratorio de Arthur Honegger con libreto de René Morax, fue compuesto en 1921 y se convirtió instantáneamente en un elemento básico del repertorio coral, es aún ampliamente interpretado.
- Leonard Cohen y su "Hallelujah", con referencias a David.
- "Mad About You", una canción de Sting del álbum de 1991 The Soul Cages, que explora la obsesión de David y Betsabé, desde la perspectiva de David.
- La canción "Dead" de los Pixies es un recuento del adulterio de David y su arrepentimiento.
- Herbert Howells (1892-1983) compuso una artsong para voz y piano llamado "Rey David".
- Eric Whitacre escribió una canción, "Cuando David se enteró", basada en 2 Samuel, la crónica de la muerte del hijo de David, Absalón y el dolor de David por la pérdida.
- MewithoutYou tiene una canción de su álbum de It's All Crazy! It's All False! It's All a Dream! It's Alright, titulada "El Ángel de la Muerte vino a la habitación de David", que narra la historia de la lucha de David con el ángel cuando su momento ha llegado.
- La canción "David y el Gigante" de la banda española Tierra Santa, cuenta partes de la historia del rey David, desde que era pastor en adelante.
- La canción "Las Guerras" del grupo argentino Vox Dei hace referencia al enfrentamiento entre David y Goliat

### Teatro musical
- El rey David, pieza con libro y letra de Tim Rice y música de Alan Menken.

### Cine
- 1909 - Saul and David /Saul and David: The Biblical Story of the Shepherd Boy Who Became King of the Israelites (EUA) [Cortometraje][43]
- 1917 - The Chosen Prince, or The Friendship of David and Jonathan (EUA)[44]
- 1923 - The Shepherd King (EUA)[45]
- 1924 - David /The Seventh Commandment (Reino Unido, Australia, Bélgica)[46]
- 1951 - David and Bathsheba /David y Betsabé (EUA)[47]
- 1960 - David e Golia /David y Goliat (Italia)[48]
- 1961 - A Story of David /David y el rey Saúl /Luchando por un Imperio /La lucha por un imperio /La historia de David (Reino Unido, Israel)[49]
- 1964 - Saul e David /Saúl y David /David, rey de Israel (Italia, España)[50]
- 1985 - King David /Rey David (EUA, Reino Unido)[51]
- 2015 - David and Goliath /David y Goliath (EUA)[52]
- 2016 - David & Goliath (EUA)[53]

### Televisión
Películas para TV:
- 1965 - Koning David (Países Bajos) [Telefilme][54]
- 1971 - And David Wept (EUA) [Telefilme][55]
- 1976 - La historia del rey David[56]
- 1986 - David and Goliath /The Greatest Adventure: Stories from the Bible - David and Goliath (EUA) [Video Animación][57]
- 1997 - King David (Italia) [Telefilme Animación][58]
- 1997 - David /La Biblia: David (EUA, Italia, Alemania) [Telefilme][59]

Series de TV:
- 1978-1979 - Greatest Heroes of the Bible /Grandes héroes de la Biblia (EUA) [TV-Serie][60]
- 1997 - Seisho Monogatari, En el Principio: Historias de la Biblia, episodios de David.
- 2009 - Kings /Reyes (EUA) [TV-Serie]
- 2012 - Rei Davi /Rey David (Brasil) [TV-Serie]
- 2015-2016 - Of Kings and Prophets (EUA) [TV-Serie][61]
- 2022-  Reyes (Brasil) [TV-Serie]

### Naipes
Entre los siglos XV y XIX, los fabricantes de naipes franceses solían asignar a cada figura la representación de un personaje histórico o mitológico. En este caso, el rey David era identificado con la figura del rey de picas.

## Precesión y sucesión
| Predecesor: Saúl | David Rey de Israel —Reino unificado de Judá e Israel— 1010-966 a. C. | Sucesor: Salomón |